# Bitwa pod Warszawą (1656)
Bitwa pod Warszawą – bitwa stoczona w dniach 28–30 lipca 1656 podczas II wojny północnej.
Była to największa bitwa w dziejach wojen polsko-szwedzkich w czasie tzw. potopu szwedzkiego. Wojska polsko-litewskie posiadające 18 armat, liczące 24 tys. żołnierzy regularnych, w tym 20 tys. jazdy (tylko 950 husarii) i ok. 4 tys. piechoty (ugrupowanej w 2 roty i 4 pułki) oraz 10 tys. pospolitego ruszenia i 2 tys. Tatarów stoczyły trzydniową bitwę z armią szwedzko-brandenburską posiadającą aż 47 armat, liczącą około 19 tys. doświadczonych żołnierzy regularnych (w tym 6500 piechoty i 12 500 kawalerii – gł. rajtarów – oraz dragonów). Piechota szwedzko-brandenburska ugrupowana była w 15 brygad, kawalerię stanowiły 53 skwadrony (w tym 2 skwadrony jazdy fińskiej, 1 jazdy polskiej pod wodzą Sadowskiego, 1 szwedzkiej Leibgwardii konnej, 3 Leibgwardii elektora oraz 46 skwadronów rajtarii), a dragonię tworzyło 7 skwadronów (w tym 2 to litewska dragonia księcia Radziwiłła, a 1 to dragonia fińska). Bitwę wygrali Szwedzi i Brandenburczycy, jednak armia polsko-litewska nie została rozbita i zdołała w porę wycofać się na drugi brzeg Wisły, tracąc jedynie niewielką część swojej artylerii.

## Wstęp
Gdy Karol Gustaw zdał sobie sprawę, że nie zdoła utrzymać w swych rękach Rzeczypospolitej, 25 czerwca podpisał w Malborku traktat z elektorem brandenburskim Fryderykiem Wilhelmem, a gdy wojska polsko-litewskie 1 lipca zdobyły Warszawę, Karol Gustaw pomimo rosyjskiego ataku na Inflanty postanowił z pomocą brandenburską przywrócić swoje panowanie nad Polską.
Wobec nowego zagrożenia w Warszawie doszło do narady polskich i litewskich dowódców. Pomimo tego, że Stefan Czarniecki usilnie nalegał, by kontynuować dotychczasową strategię wojny szarpanej, Jan Kazimierz zdecydował się stoczyć walną bitwę. Duże znaczenie miał fakt, że ewentualne zwycięstwo mogło zniechęcić elektora Fryderyka Wilhelma do dalszego utrzymywania sojuszu ze Szwecją. Ograniczyłoby to panowanie szwedzkie jedynie do Prus Królewskich. Jana Kazimierza i wielu spośród jego doradców kusiła możliwość zwyciężenia niepokonanych zastępów szwedzkich.
Armia polsko-litewska była słabsza niż w okresie oblężenia Warszawy, gdyż dywizja Lubomirskiego odeszła pod osaczony przez Polaków Kraków, a ponadto obóz opuściła część pospolitego ruszenia. Po tym ubytku wojska Rzeczypospolitej pod Warszawą liczyły ogółem ok. 36 tys. ludzi – w tym 24 tys. wojsk regularnych, 10 tys. pospolitego ruszenia oraz 2000 Tatarów przysłanych przez chana Mehmeda Gireja IV, których pod Warszawę przyprowadził Subchan Gazi aga. Idący na stolicę Szwedzi i Brandenburczycy byli liczebnie prawie dwa razy słabsi, gdyż mieli 19 tys. żołnierzy (w tym 10 500 Szwedów), posiadali jednak dużą przewagę ogniową (47 armat przeciw 18 armatom polsko-litewskim, więcej piechoty i dragonii) oraz przewyższali wojska polsko-litewskie wyszkoleniem żołnierzy (dużą część wojsk polsko-litewskich stanowiło pospolite ruszenie, a część chorągwi regularnych składała się ze słabo jeszcze wyszkolonych rekrutów).
Fryderyk Wilhelm i Karol Gustaw 19 lipca ustalili plan, którego celem było zaskoczenie stojących po prawej stronie Wisły wojsk litewskich. Założono, że w ten sposób Jan Kazimierz nie zdoła wykorzystać swojej przewagi liczebnej, gdyż wojska koronne stały po lewej stronie Wisły. Obaj sprzymierzeni wodzowie uważali, że wojska koronne nie zdołają dać pomocy Litwinom, gdyż nie będą w stanie zbudować dostatecznie szybko mostu łodziowego.
Gdy 20 lipca Szwedzi otrzymali informację, że trwają prace przy budowie mostu, nabrali pewności, że na prawym brzegu będą tylko wojska litewskie hetmana Sapiehy. Ustalono więc, że po rozbiciu armii litewskiej, opanowany zostanie przyczółek mostowy od strony Pragi, co pozwoli na zniszczenie mostu. Po osiągnięciu tych celów armia szwedzko-brandenburska miała wrócić pod Modlin, przejść Wisłę pod Zakroczymiem i uderzyć pod Warszawą na armię koronną. Szwedzi i Brandenburczycy zamierzali więc, korzystając z przepraw łodziowych pod Zakroczymiem i Nowym Dworem oraz z rozdzielenia sił Rzeczypospolitej, pobić po kolei obie armie – litewską i koronną. Cała kampania wedle zamierzeń miała zająć tylko dwa dni – 28 i 29 lipca. Z tego powodu, by nie tracić czasu, armia sprzymierzonych miała ruszyć bez taborów, a jedynie z zapasem żywności na trzy dni. Wedle planu piechota wraz z artylerią miały w ciągu 8 godzin pokonać trasę z Nowego Dworu do Pragi, liczącą około 30 kilometrów. Spodziewano się, że po szybkim rozbiciu Litwinów zwycięskie oddziały jeszcze tego samego dnia wrócą pod Nowy Dwór.
Armia szwedzka 27 lipca stanęła obozem w Modlinie, gdzie Karol Gustaw i Fryderyk Wilhelm na naradzie postanowili uderzyć na znajdujący się pod Pragą obóz wojsk litewskich, następnie zniszczyć most na Wiśle, po czym zawrócić na północ, przeprawić się przez Wisłę pod Zakroczymiem i zaatakować wojska koronne pod Warszawą.
By zabezpieczyć zostawione w Modlinie tabory, ciężką artylerię i żywność, Karol Gustaw zostawił jako osłonę 2000 żołnierzy, w tym trzy skwadrony rajtarii z regimentów Henryka Joachima Kometki, Dawida Sinclaira i Ernesta von Sehera oraz pieszą brygadę z regimentu Hälsinge, którą dowodził pułkownik Löwenschild. Także Fryderyk Wilhelm zostawił prawdopodobnie jakieś siły dla ochrony własnych zapasów.
Wieczorem 27 lipca, na rozkaz króla szwedzkiego, sprzymierzeni przystąpili do przeprawy przez Narew. Najpierw przeprawiła się szwedzka jazda, a po niej artyleria i piechota. Ponieważ nad ranem most zerwał się, konieczna była jego odbudowa, która pochłonęła 4 godziny. Dopiero wtedy przeprawiły się wojska brandenburskie. Około południa 28 lipca sprzymierzeni dotarli pod Nowy Dwór, skąd następnie ruszyli w kierunku przewidywanej pozycji Litwinów. Armia sprzymierzonych składała się z 60 skwadronów jazdy (12 500 żołnierzy) i 15 brygad piechoty (5500 żołnierzy). Straż przednią armii szwedzkiej stanowiło 300 rajtarów dowodzonych przez generała majora Claesa Totta. W lesie przed Jabłonną przechwycono polskiego trębacza, którego posłał Jan Kazimierz z listem do Fryderyka Wilhelma, w którym król Polski odrzucił proponowane pośrednictwo elektora w sporze polsko-szwedzkim.
Gdy oddziały brandenburskie kończyły przeprawę pod Nowym Dworem, awangarda armii sprzymierzonych zbliżyła się do Jabłonny, wchodząc w kontakt bojowy z niektórymi chorągwiami jazdy litewskiej. Kolumna jazdy szwedzkiej posuwała się przez Suchocin, Skierdy i Rajszew, docierając do Jabłonny, gdzie postanowiono zaczekać na piechotę i artylerię oraz opóźnione wojska brandenburskie. W Jabłonnie dołączył do Szwedów poseł francuski de Lumbres, z którego pośrednictwa w pertraktacjach zrezygnował król Polski. Od niego Szwedzi dowiedzieli się pewnych informacji, że mają przed sobą całą armię polsko-litewską, a nie tylko Litwinów, jak wcześniej przypuszczali. Poseł francuski podał także szczegółowo stan liczebny armii Jana Kazimierza, położenie obozu na Pradze oraz poinformował o przybyłych posiłkach tatarskich
Na nowej naradzie wojennej zdecydowano się przyjąć wyzwanie i stoczyć bitwę generalną z całością sił polsko-litewskich, a dla odróżnienia się od żołnierzy polskich i litewskich nakazano wszystkim żołnierzom szwedzkim i brandenburskim założyć na kapelusze słomiane wieńce oraz wydano wspólne dla wszystkich hasło bojowe, które w tłumaczeniu na język polski brzmiało „Wspomagaj nas Jezu” (Hjälp oss Jesus).
Dużym atutem armii szwedzko-brandenburskiej był fakt, że wielu oficerów brandenburskich zaliczyło w swej karierze dłuższy lub krótszy okres służby w armii Rzeczypospolitej. Wielu służyło nawet w wojskach przybocznych króla Polski, dzięki czemu sztab armii Karola Gustawa miał dokładne informacje o organizacji polskich oddziałów, ich sposobie walki, a przede wszystkim o ich słabościach, łącznie z charakterystyką dowódców.
Około południa przeprawiły się ostatnie regimenty brandenburskie, a dwie godziny później straż przednia wojsk elektorskich dołączyła do stojących w Jabłonnie sił szwedzkich. Pod osłoną awangardy generała Totta armia sprzymierzonych przystąpiła do ustawiania szyku zgodnie z utworzonym wcześniej graficznym schematem. Zgodnie z nim wojska szwedzkie miały stanąć w obszarze szerokości 2500 metrów, leżącym między lasem a skarpą nadwiślańskiego tarasu.

## Bitwa

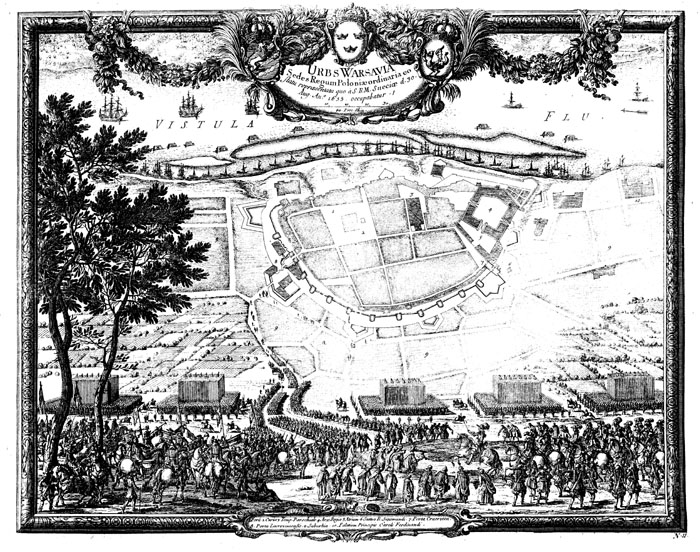
Bitwa pod Warszawą (1656)

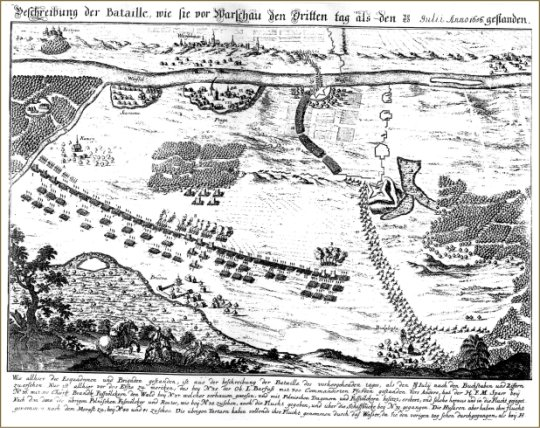
Mapa bitwy pod Warszawą trzeciego dnia

Jan Kazimierz przed nadejściem armii szwedzko-brandenburskiej przerzucił swą armię na prawy brzeg Wisły i opasał szańcami obszar między Wisłą a porośniętymi lasem wydmami położony na północ od Pragi. Pole bitwy rozciągało się w dolinie Wisły o szerokości 4 kilometrów. Od wschodu ograniczał je pas bagien ciągnących się od Bródna po Białołękę oraz Puszcza Marecka, a od zachodu rzeka. Wydmy wałowe tarasu praskiego, ciągnące się niemal od Jabłonny do kościółka parafialnego na Kamionku, stanowiły wówczas naturalną twierdzę, do której istniało wolne dojście szerokości 1 kilometra jedynie od północy. Wydmy te były znakomitym miejscem dla umieszczenia tam piechoty i artylerii, stanowiąc naturalne twierdze. Zdobycie tych wydm przez armię szwedzko-brandenburską uniemożliwiłoby Polakom i Litwinom obronę praskiego brzegu Wisły.
Cały obszar między Wisłą a wydmami, z licznymi podmokłymi smugami i strumykami płynącymi do Skórczy, miał około 10 km². Obszar ten był dobry na obóz, za to zupełnie nie nadawał się do szarży kawaleryjskiej. Nieco lepiej do ataków jazdy nadawał się wschodni stok wydm.
Pole bitwy znajdowało się wewnątrz parafii Kamion, do której należały dwa miasta pełniące rolę prawobrzeżnych przedmieść Warszawy – Praga i Skaryszew. Znajdujący się na Pradze kościół bernardynów z klasztorem stał się później miejscem pochówku wielu polskich żołnierzy poległych w bitwie. Miejsce starcia obu armii poprzecinane było wieloma traktami idącymi w kierunku Pragi. Armia sprzymierzonych maszerowała traktem prowadzącym przez Żerań, Świdry, Tarchomin, Jabłonnę, Rajszew i Skierdy. Trakt ten, idąc dalej przez Nowy Dwór, prowadził aż do Płocka i Torunia. Innym, często używanym traktem prowadzącym do Pragi, była droga idąca przez Białołękę na Nieporęt, Białobrzegi i Pułtusk. Posiłki tatarskie posuwały się traktem wiodącym z Kamiona przez Grochów, Wolę Grzybowską, Okuniew, Stanisławów i Węgrów. Na Litwę szła droga przez Bródno, Wolę Ząbkowską, Turów i Klembów.
Powyższe trakty były ogromnym ułatwieniem dla maszerujących mas wojska, gdyż brzeg praski pełen był licznych przeszkód terenowych, jak mokradła i strumienie spływające do Skórczy i Zązy.
Jeszcze przed przeprawą armii polsko-litewskiej przez Wisłę Subchan Ghazi Aga, zgodnie z wcześniejszymi ustaleniami, udał się do oddziałów stojących pod Okuniewem, by skierować je na Nieporęt.
Początkowo armia koronna stała w obozie znajdującym się na północ od Nowego Miasta. Natomiast obóz armii litewskiej znajdował się na polach Załęża i Golędzinowa. Wieczorem 27 lipca, na początku przeprawy przez Wisłę, 4 pułki piechoty koronnej typu cudzoziemskiego wraz z 18 działami i dwiema rotami piechoty typu polsko-węgierskiego zajęły pozycje na szańcach, które uprzednio wzniesiono na wydmach. Przeprawa armii koronnej, trwająca w nocy z 27 na 28 lipca, przeprowadzona została przez most łodziowy, osłonięty z obu stron Wisły szańcami przedmostowymi. Most po stronie Warszawy miał wlot poniżej dzisiejszej Cytadeli, a wojsko wjeżdżało na niego wąwozem rzeczki Drny.
Najpierw przeprawiono na praski brzeg piechotę i artylerię, a dopiero potem chorągwie komputowe. Rankiem 28 lipca na brzeg praski przedostali się Jan Kazimierz z hetmanami, by nadzorować prace rozpoczęte w korytarzu wiślanym. Około godziny 10 doszła wieść o pochodzie armii szwedzko-brandenburskiej. Jeszcze w trakcie przeprawy wojsk koronnych przez Wisłę wojska litewskie zgodnie z rozkazem ruszyły na Nowy Dwór.
Tymczasem armia szwedzko-brandenburska, wbrew założeniom Karola Gustawa, maszerowała wolno i znalazła się pod Nowym Dworem na prawym brzegu Wisły dopiero około godziny 14. Około godziny 16, na kilka kilometrów przed Tarchominem, doszło do pierwszych starć między litewskimi chorągwiami a strażą przednią hrabiego Totta. Litwini zmierzali w kierunku Tatarów wysłanych wcześniej w kierunku przepraw na Bugu i przypadkowo natknęli się na Szwedów. Starcie było pomyślne dla wojsk Rzeczypospolitej, gdyż Litwini zadali poważne straty napotkanemu podjazdowi, a resztę Szwedów rozproszyli. Obie strony wzięły w trakcie walki jeńców, dowiadując się od nich o wzajemnym położeniu. Stąd dowództwo polsko-litewskie dowiedziało się, że obok Szwedów maszeruje cała armia brandenburska. Po starciu straż przednia hrabiego Totta wzmocniona została przez 300 rajtarów elektorskich.
Dowództwo posuwającej się wolno armii szwedzko-brandenburskiej zaskoczone zostało bardzo małą szerokością korytarza między zalesionymi wydmami a Wisłą. Pod Tarchominem, Świdrem i Żeraniem szerokość ta wynosiła jedynie 800-900 metrów. W okolicach lasu białołęckiego Karol Gustaw zabezpieczył lewe skrzydło maszerującej armii za pomocą liczącego 600 rajtarów oddziału dowodzonego przez Karola Gustawa Wrangla. Niewielka przestrzeń między lasem a korytem Wisły powodowała, że skwadrony musiały posuwać się jeden za drugim. W najszerszych miejscach mogły posuwać się co najwyżej trzy skwadrony naraz, co znacznie wydłużyło kolumnę marszową armii Karola Gustawa. Na czele armii szła oczywiście straż przednia, a zaraz za nią skrzydło szwedzkie złożone głównie z rajtarów. Potem maszerowało centrum złożone z piechoty szwedzkiej i brandenburskiej osłanianej przez rajtarię. Kolumnę zamykała od tyłu rajtaria brandenburska. Tak wydłużoną kolumnę posuwającą się na skraju lasu można było zaatakować tylko z pomocą lekkiej jazdy lub Tatarów, jednak dowództwo polskie zaskoczone tak rychłym pojawieniem się nieprzyjaciela nie wykorzystało sposobności i biernie czekało w obozie.
Wieść o pojawieniu się armii sprzymierzonych zaskoczyła dowódców wojsk polsko-litewskich, którzy zamierzali osaczyć nieprzyjaciela na obszarze ogołoconym z żywności i paszy. Ponieważ Jan Kazimierz ocenił, że pole bitwy nie nadaje się do zmasowanej szarży kawalerii, postanowił przyjąć taktykę obronną i czekać w obozie na atak armii szwedzko-brandenburskiej. Piechota natychmiast otrzymała rozkaz sypania szańców i przygotowania stanowisk ogniowych dla artylerii. Między wałem wydm a korytem Wisły przystąpiono do budowy trzech, oddalonych od siebie o 50-100 metrów, redut z ciężką artylerią. Luki między redutami miały umożliwić przeprowadzenie ataków z pomocą piechoty i jazdy. W razie, gdyby natarcia się nie powiodły, żołnierze mogli na powrót schronić się za umocnieniami.
Od północnego wschodu osłonę stanowiła potężna reduta usypana na jednej z wyniosłości. Była to właściwie czterobastionowa twierdza w formie kwadratu, oddalona o około 600 metrów od lasu żerańskiego. Położenie reduty szachowało siły wroga podchodzące do innych redut oraz umożliwiało skuteczny ogień artyleryjski w kierunku lasu. Reduta chroniona była od zachodu przez dolinę rzeczki Skórczy, a od południowego zachodu osłonę stanowiła reszta utworzonych umocnień. Od północnego wschodu obok wspomnianej reduty dodatkowe zabezpieczenie tworzył naturalny pas wydm.
Równolegle wzmacniano od strony praskiej szaniec przedmostowy, obsadzony przez regiment piechoty podczaszego koronnego Jana Zamoyskiego.
Jako ostatnie, około południa 28 lipca, przeszło przez most pospolite ruszenie. Wtedy już dobiegała końca budowa kilku szańców (zaplanowanych przez cesarskiego generała Andersona) między pasem wydm a korytem Wisły. Pracami fortyfikacyjnymi obok Andersona kierował generał artylerii koronnej Krzysztof Grodzicki. Usypane szańce obsadzono piechotą i dragonią wojsk koronnych. Stanęła cała piechota autoramentu cudzoziemskiego, czyli regimenty Krzysztofa Grodzickiego, Ernesta Magnusa Grotthauza, gwardia piesza Jana Kazimierza dowodzona przez Wilhelma Butlera oraz część piechoty Jana Zamoyskiego. Łącznie było to około 3300 żołnierzy. Ponadto mogły tam znaleźć się także niektóre roty piechoty polsko-węgierskiej hetmana polnego koronnego Lanckorońskiego i oboźnego koronnego Andrzeja Potockiego. Niedaleko szańców stanęła królewska gwardia dragońska dowodzona przez Jana Henryka von Alten-Bockuma. W szańcach ustawiono artylerię w sile 18 dział.
Utworzony pas umocnień stanowił potężną zaporę dla atakującej armii nieprzyjacielskiej. Ponadto reduty usypano tak, by nawzajem wspomagały się ogniem dział i muszkietów, a jednocześnie zostawione odstępy między redutami umożliwiały wypady jazdy na pozycje wroga. Szwedzi i Brandenburczycy, zajmując pozycje między Wisłą a wałem wydm mieli duże trudności z przeprowadzaniem manewrów.
Rozkład umocnień zdradzał ogólny plan Jana Kazimierza, który liczył na to, że wojska szwedzko-brandenburskie wykrwawią się atakami na polskie umocnienia, po czym na zmęczonych nieprzyjaciół uderzy jazda w celu całkowitego zniszczenia armii Karola Gustawa. Wariant obronny wynikał także z faktu, że armia koronna wciąż przeprawiała się przez most – wraz z taborami przeprawa przeciągnęła się do wieczora.
Po zakończeniu przeprawy armii koronnej na prawym skrzydle stanęli wraz z jazdą koronną obaj hetmani koronni – wielki Stanisław „Rewera” Potocki i polny Stanisław Lanckoroński. Jazda koronna liczyła tylko 14 pułków, gdyż pozostałe znajdowały się wraz z Czarnieckim na brzegu warszawskim, a inne odeszły z Lubomirskim w celu blokowania Krakowa.
Lewe skrzydło zajęła jazda litewska pod wodzą pisarza polnego litewskiego Aleksandra Hilarego Połubińskiego. W bitwie z powodu zwichnięcia nogi nie wziął udziału hetman wielki litewski Paweł Sapieha. Część wojsk litewskich wraz z Gosiewskim ruszyła na pomoc podlaskiemu pospolitemu ruszeniu i nie wzięła udziału w bitwie.
Za jazdą regularną ustawiono pospolite ruszenie, natomiast Tatarów skierowano na Białołękę, by zajęli się tyłami nadchodzącej armii szwedzko-brandenburskiej. Tatarom do pomocy dodano kilkanaście chorągwi koronnych oraz trochę wojsk litewskich dla wzmocnienia siły ognia. Po zmianie planu kampanii król postanowił zawrócić Tatarów z drogi na Nieporęt, przez co tylko niewielka liczba Tatarów wzięła udział w pierwszym dniu bitwy.
Król, któremu towarzyszył przysłany przez cesarza Ferdynanda III generał major Anderson, rozkazał Czarnieckiemu ruszyć z wydzielonym oddziałem w sile 2000 jazdy w kierunku Zakroczymia, by upewnić się, że Szwedzi nie odbudowali jeszcze mostu przez Wisłę. Czarniecki miał także uniemożliwić im ewentualny atak lewym brzegiem Wisły na tyły armii Rzeczypospolitej.
W tym czasie kilkanaście chorągwi dowodzonych przez hetmana litewskiego Gosiewskiego znajdowało się pod Pułtuskiem i maszerowało w kierunku Ciechanowa. Łącznie na praski brzeg Wisły przedostało się blisko 15 000 jazdy koronnej, a obok niej jazda litewska w sile 5 pułków – królewski dowodzony przez pisarza polnego litewskiego Aleksandra Hilarego Połubińskiego (795 żołnierzy), pułk hetmana wielkiego litewskiego Pawła Sapiehy, pułk podczaszego litewskiego Michała Kazimierza Radziwiłła oraz pułk nieżyjącego już wojewody smoleńskiego Filipa Kazimierza Obuchowicza. Łącznie siły litewskie przekraczały liczbę 5000 żołnierzy. Wraz z 2000 Tatarów i pospolitym ruszeniem armia polsko-litewska liczyła 34–36 tys. żołnierzy. Obok tego Jan Kazimierz pozostawił w Warszawie, gdzie przebywała królowa Ludwika Maria, kilka rot piechoty polsko-węgierskiej, które prawdopodobnie nie wzięły udziału w bitwie. Biorąc pod uwagę siły Czarnieckiego, skierowane na Zakroczym, oraz oddziały Gosiewskiego, wojska polsko-litewskie znajdujące się w rejonie bitwy przekraczały 40 tys. żołnierzy i były ponad dwukrotnie liczniejsze od armii szwedzko-brandenburskiej.
Karol Gustaw ustawił swą armię w podobny sposób jak Polacy i Litwini – szwedzka i brandenburska piechota w centrum, a jazda na skrzydłach. Prawe skrzydło zajęła jazda szwedzka, a lewe – jazda brandenburska. Istnieją jednak rozbieżności co do usytuowania poszczególnych regimentów – wiadomo na pewno, że lewe skrzydło obsadzone przez jazdę brandenburską wsparte zostało skwadronami jazdy szwedzkiej dowodzonymi przez pułkowników Larsa Krusego, Hansa von Böddekera, Israela Ridderhjelma i Andrzeja Platinga. Oba skrzydła ustawione zostały w trzech rzutach, natomiast co do centrum istnieją tutaj rozbieżności – według jednej wersji ustawione zostało w dwóch rzutach, według innej w trzech rzutach.
Na lewym skrzydle trzema rzutami dowodzili brandenburski generał major Krzysztof Kannenberg i dwaj Szwedzi – generał major Claes hrabia Tott oraz świeżo awansowany z pułkownika na generała Hans von Böddeker. Cała kawaleria brandenburska znajdowała się pod dowództwem grafa Jerzego Fryderyka Waldecka. Na prawym skrzydle trzy rzuty rajtarii były dowodzone przez pfalzgrafa Filipa von Sulzbacha, grafa Karola Magnusa von Baden-Durlacha i generała majora Henryka Horna. Całą jazdą prawego skrzydła dowodził Robert Douglas.
Trzy brygady piechoty ustawione w dwóch rzutach na prawym skrzydle znalazły się pod wodzą generała majora Bertolda Hartwiga von Bülowa, a artylerią dowodził hrabia Gustaw Oxenstierna. Elektor Fryderyk Wilhelm wraz ze swym doradcą, szwedzkim feldmarszałkiem Karolem Gustawem Wranglem stanął na lewym skrzydle.
Na czele składającego się z samej piechoty centrum stanął brandenburski generał artylerii Otto Christoph von Sparr. Dowódcami znajdujących się w centrum brygad brandenburskiej piechoty byli: generał major Wolrad von Waldeck, generał major Joachim Rüdiger Goltz oraz pułkownik Jan Jerzy von Sieberg (lub Syburg).
Król szwedzki Karol Gustaw był pewny zwycięstwa, gdyż zauważył, że teren bitwy, który tworzyła szeroka na 1200-1500 metrów podmokła równina, poprzecinana licznymi strumykami, absolutnie nie nadawał się do szarży kilkunastotysięcznej masy jazdy. A to właśnie był główny atut armii Rzeczypospolitej w starciu z wojskami szwedzkimi.
Już 27 lipca doszło między obu wojskami do pierwszych drobnych potyczek.

### Pierwszy dzień

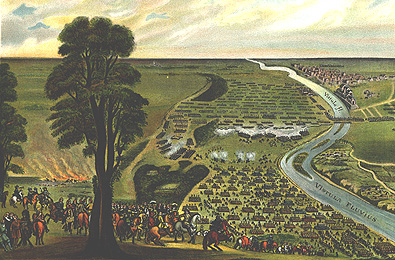
Johan Filip Lemke, Pierwszy dzień bitwy

Około godziny 16:00 28 lipca posuwająca się majestatycznie armia szwedzko-brandenburska całym frontem zaczęła zbliżać się do pozycji wojsk Rzeczypospolitej. Około godziny 17:00 doszło do pierwszego starcia, a na odgłos walk Karol Gustaw posłał na pomoc swej straży przedniej dwa szwadrony rajtarów. Król Szwecji osobiście, w towarzystwie generała Jozjasza Waldecka, Karola Gustawa Wrangla i Filipa, palatyna Sulzbachu, ruszył naprzód, by zorientować się w sytuacji. Zajął pozycję na jednym ze wzniesień, jednak obserwacje utrudniały tumany kurzu.
Straż przednia hrabiego Totta zaatakowała szańce, ponosząc przy tym ciężkie straty od muszkietów, artylerii i ręcznych granatów. Z braku miejsca nadchodzące oddziały szwedzkie nie mogły rozwinąć swego szyku i mogły tylko czekać na wynik starcia skwadronów straży przedniej. Nie można było przeprowadzić działań oskrzydlających ze względu na wąski korytarz, który zmuszał do ataku czołowego. Atakować mogły tylko czołowe szwadrony, dlatego pozostałe mogły przystępować do walki dopiero po wycofaniu dotychczas walczących.
Szwedzi spędzili polskie straże przednie w sile kilku chorągwi, które stały przed szańcami. Polska straż przednia schroniła się za plecami piechoty. Ataki rajtarów hrabiego Totta i przybyłego z pomocą Sulzbacha nie zdołały z marszu rozerwać polskiej obrony. Do zdobycia szańców potrzebna była piechota brandenburska, a ta znajdowała się w środku bardzo rozciągniętej kolumny marszowej.
Nie mogąc przełamać polskich szańców wojska szwedzkie wycofały się poza zasięg artylerii koronnej. Uderzenie chorągwi litewskich zmusiło szwedzkich i brandenburskich rajtarów do odwrotu w kierunku nadchodzącego prawego skrzydła swej armii.
W tej sytuacji Karol Gustaw rozkazał ruszyć do ataku skwadronom z regimentu Karola Gustawa Wrangla pod wodzą pułkownika Andrzeja Platinga, które odparły atak litewski. Znów doszło do walk pod szańcami. Obserwujący zmagania Jan Kazimierz postanowił odciąć szwedzką rajtarię i nakazał jednemu z litewskich pułków Połubińskiego, by ten ruszył przez Skórczę w kierunku Wisły. Litwini mieli zaatakować z linii między skrajem lasu białołęckiego a fortem obsadzonym przez wojska koronne. Szerokość 500 metrów pozwalała przeprowadzić szarżę. Gdyby natarcie się udało, zagrożona zostałaby znajdująca się przed polskimi szańcami część rajtarii prawego skrzydła armii Karola Gustawa.
Manewr Jana Kazimierza został jednak dostrzeżony, gdyż wychodząca z lasu jazda litewska zbyt późno została uszykowana oraz dużo czasu zajęło jej przebrnięcie przez rzeczkę Skórczę. Gdy Litwini ruszyli w kierunku Wisły, Karol Gustaw rzucił na nich cztery skwadrony rajtarii pod wodzą generała Roberta Douglasa. Litwini zostali odparci, a wraz z nadejściem rajtarii prawego skrzydła i piechoty centrum Szwedzi i Brandenburczycy opanowali całą szerokość nadwiślańskiego korytarza. Przybycie piechoty z artylerią i pierwszych oddziałów jazdy elektorskiej z lewego skrzydła na tyle umocniło pozycję Szwedów i Brandenburczyków, że teraz mogli spokojnie oczekiwać na pozostałe regimenty, bez obaw przed oskrzydleniem od strony lasu białołęckiego.
Na koniec Szwedzi rozwinęli w centrum swą piechotę i artylerię, zabezpieczając cały manewr przed polskim kontruderzeniem. Karol Gustaw całą piechotę sprzymierzonych w sile 12 brygad (w tym 9 brandenburskich) ustawił w dwóch rzutach i oddał po dowództwo Ottona Krzysztofa von Sparra. Z powodu ograniczonych możliwości manewrowych najbliższa szańcom polskim rajtaria szwedzka wciąż ponosiła straty od polskich dział. Ciężko ranny został pułkownik Dawid Sinclair (zmarł następnego dnia), znany z podstępnego zniszczenia zamku sandomierskiego. Straty były ciężkie, a największe ze strony straży przedniej hrabiego Totta, która znalazła się w zasięgu ognia polskich muszkieterów. Z oficerów obok Sinclaira zginął także major z wojsk elektorskich.
Próba zdobycia z marszu polskich umocnień skończyła się dla armii Karola Gustawa dotkliwymi stratami – szczególnie na skrzydłach Szwedzi i Brandenburczycy ponieśli dotkliwe straty od ognia polskiej artylerii i piechoty.
Zapadający zmierzch w połączeniu z ogromnymi ilościami kurzu i dymu przerwał walki i przed godziną 20 oddziały sprzymierzonych cofnęły się w głąb nadwiślańskiego korytarza, na odległość około 2-3 kilometrów od polskiego obozu. Brandenburczycy i Szwedzi rozłożyli swój obóz na polach wsi Żerań i Świdry. Wzdłuż Wisły rozlokowało się prawe skrzydło szwedzkie, natomiast siły elektorskie zajęły miejsce pod lasem. Wystawiono liczne i silne straże z działkami polowymi w obawie przed atakami Tatarów. Sprzymierzeni ubezpieczyli się również od strony lasu białołęckiego.
Pierwszy dzień bitwy był dla Polaków i Litwinów pomyślny, gdyż podjęta przez Szwedów i Brandenburczyków próba przełamania polskich szańców nie udała się. Polacy nie tylko zatrzymali wroga przed szańcami, uniemożliwiając mu rozwinięcie swych sił, ale dodatkowo zadali ciężkie straty pierwszemu rzutowi szwedzkiej jazdy. Prowadzony do późnych godzin wieczornych ogień artyleryjski uczynił wiele szkód w głęboko uszykowanych brygadach brandenburskiej i szwedzkiej piechoty.
Dla Karola Gustawa natomiast wynik starcia był wielkim rozczarowaniem, gdyż żaden z jego zamiarów nie został zrealizowany. Stało się to głównie z powodu piaszczystych dróg i związanego z nimi zbyt powolnego marszu oraz z powodu załamania się mostu na Narwi – przez to armia szwedzko-brandenburska przybyła pod Pragę kilka godzin później, niż zamierzano. Dało to czas armii polsko-litewskiej na dokonanie rozpoznania zamiarów nadciągającej armii oraz na przerzucenie większości jazdy koronnej i wojsk cudzoziemskiego autoramentu. Także piechota polska dostała dużo czasu na przygotowanie umocnień i ustawienie artylerii. Praktyka wykazała, że umocnienia polskie zostały zbudowane bardzo umiejętnie, dzięki czemu nieprzyjaciel nie był w stanie znaleźć w nich słabego miejsca.
Chorągwiom Rzeczypospolitej nie udało się jednak wykorzystać trudnego położenia straży przedniej hrabiego Totta, gdy ta została zmuszona do odwrotu. Jazda litewska, która wypadła zza szańców była za słaba i potrafiła jedynie związać walką szwedzkich i brandenburskich rajtarów. Uderzenie większych sił mogło doprowadzić do klęski Szwedów. Także spóźniona była polska akcja, mająca odciąć znajdujące się przy polskich szańcach szwedzkie i brandenburskie skwadrony.
Niepowodzenie w pierwszym dniu bitwy zrobiło wielkie wrażenie na Fryderyku Wilhelmie, który podobno namawiał Karola Gustawa do wycofania się, by uniknąć walnej bitwy. Jednak pomimo niepowodzenia król Szwecji był pewien zwycięstwa, o czym zapewniał elektora. Dlatego stanowczo sprzeciwił się propozycji wycofania się z bitwy i nakazał sypanie szańców naprzeciwko stanowisk polskiej artylerii. Związane z tym prace rozpoczęto rankiem 29 lipca. Decyzję o przegrupowaniu swej armii Karol Gustaw odłożył do następnego dnia, gdyż zmęczone marszem i walką oddziały musiały udać się na spoczynek.
Zachęcony powodzeniem polski król postanowił następnego dnia rzucić Tatarów na tyły wroga i jednocześnie ściągnąć stojącą na Bielanach i pod Zakroczymiem dywizję Stefana Czarnieckiego oraz część Litwinów, którzy maszerowali z Białołęki. Sądził, że uda mu się osaczyć nieprzyjaciela w leśnym korytarzu i bez walki zniszczyć na otwartym polu. Jedynie Czarniecki i Subchan Ghazi aga nie podzielali królewskiego optymizmu i odradzali stoczenie głównej bitwy. Zwycięstwa w walnym starciu pewien był za to cesarski generał major Anderson.
Jan Kazimierz przypuszczał, że Szwedzi ponownie spróbują opanować polskie szańce uderzeniem czołowym. Wtedy, po wykrwawieniu się atakujących nieprzyjaciół, uderzy na nich jazda koronna i litewska, a ponadto Tatarzy zaatakują od strony Białołęki znajdujący się w Żeraniu obóz armii szwedzko-brandenburskiej. Po osaczeniu mająca niewielkie zapasy żywności armia Karola Gustawa szybko musiałaby skapitulować. Jak się później okazało, w drugim dniu bitwy Karol Gustaw całkowicie zaskoczył polsko-litewskie dowództwo.
W pierwszym dniu bitwy główny ciężar spoczywał na piechocie cudzoziemskiego autoramentu i na chorągwiach litewskich. Najbardziej znaczące straty poniósł regiment piechoty Jana Zamoyskiego, który w pewnym momencie znalazł się w tak krytycznej sytuacji, że musiały go wesprzeć posiłki.
W nocy z 28 na 29 lipca przeprawiła się przez Wisłę reszta wojsk koronnych – pospolite ruszenie oraz chorągwie komputowe z taborami, gdzie znajdowały się m.in. kopie husarskie.

### Drugi dzień

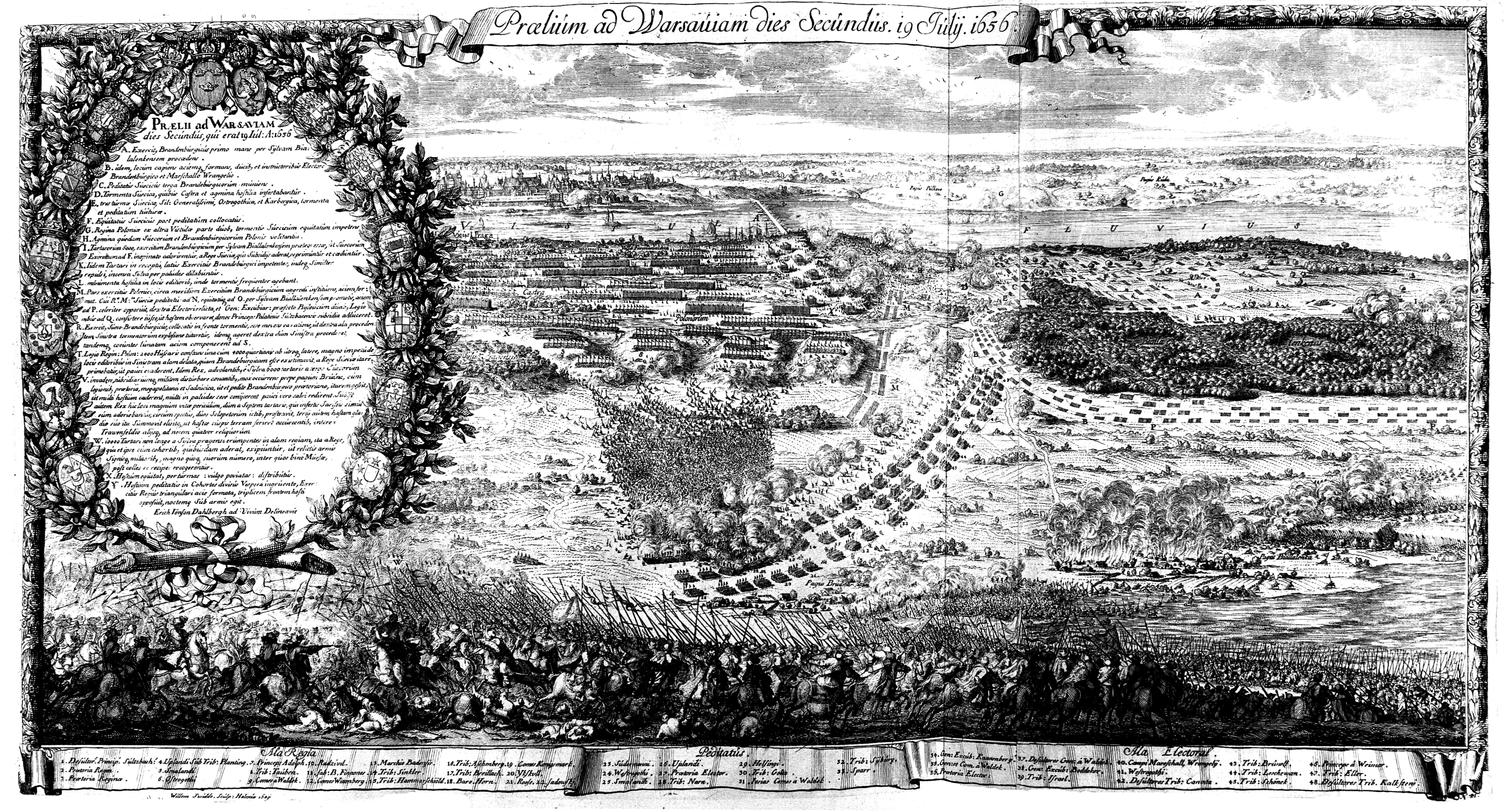
Erik Dahlbergh Drugi dzień bitwy pod Warszawą

Drugiego dnia bitwy obie strony od samego rana rozpoczęły kanonadę artyleryjską. W tym czasie polskie chorągwie przygotowywały się do uderzenia na Szwedów. Dowództwo szwedzkie szczególnie obawiało się ataku Tatarów na obóz w Żeraniu.
Karol Gustaw wspólnie z elektorem, korzystając z gęstej mgły, przeprowadzili poranny rekonesans w kierunku Białołęki, a po wyciągnięciu wniosków z położenia obu armii postanowili przegrupować swe siły i obejść polsko-litewskie stanowiska od wschodu, po czym zepchnąć Polaków i Litwinów do Wisły. Nieudany atak czołowy sprawił, że Karol Gustaw postanowił zaatakować od najmniej spodziewanej strony, gdyż na wschodzie Polacy mieli umocniony szaniec, a poza tym spod Nieporętu marsz na Białołękę rozpoczęli Tatarzy.
Jan Kazimierz natomiast razem ze swoim sztabem, senatorami i pozostałymi dygnitarzami z samego rana udał się do klasztoru bernardynów na Pradze, gdzie uczestniczył we Mszy świętej. Następnie zlustrował stanowiska bojowe swej armii. Jazda i piechota znajdowały się na tych samych stanowiskach, co w poprzednim dniu. Uważano, że i tym razem dotychczasowy system umocnień powstrzyma Szwedów i Brandenburczyków. Jazda stała za piechotą, mogąc w każdej chwili ruszyć przez luki między szańcami, by odeprzeć nieprzyjacielską rajtarię. W odwodzie stały pozostałe chorągwie jazdy polsko-litewskiej oraz pospolite ruszenie. Według założonego planu Tatarzy mieli zaatakować nieprzyjaciół od strony Białołęki.
Król Szwecji zdołał dobrze zbadać teren walk zanim mgła opadła. By zaatakować Polaków od wschodu Karol Gustaw postanowił obejść polskie stanowiska i zająć pozycje na wydmach między Bródnem a Białołęką. Zauważył, że z tego kierunku wojska szwedzkie będą mogły nie tylko zaatakować Polaków ze skrzydła, ale nawet zepchnąć polsko-litewską jazdę w kierunku Wisły. Ponieważ była tylko jedna przeprawa mostowa, armia Rzeczypospolitej nie mogła szybko przeprawić się na warszawski brzeg, toteż szwedzkie natarcie dawało nadzieję na zniszczenie całej armii polsko-litewskiej.
By zrealizować założony plan flankowego uderzenia Szwedzi musieli przemieścić większość swej armii na oczach Polaków i Litwinów, przy czym cała operacja musiała zostać przeprowadzona w taki sposób, by wojska Rzeczypospolitej wciąż były przekonane, że nastąpi atak frontalny. W tym celu wydzielone brygady piechoty otrzymały rozkaz frontalnego ataku od strony Żerania, mającego związać wojska polskie w korytarzu między wydmami a Wisłą.
Manewr szwedzko-brandenburskiej armii był ryzykowny, gdyż wiązał się z podziałem sił. Podczas walki piechoty pod polskimi umocnieniami, król szwedzki i elektor zamierzali przerzucić większość swych sił skrajem lasu białołęckiego, by obejść polskie umocnienia od północnego wschodu. Lewe skrzydło złożone z wojsk brandenburskich miało opanować wydmy na skraju lasku białołęckiego. Działania te osłaniać miało skrzydło szwedzkie.
Zgodnie z przyjętymi założeniami około godziny 9 elektor ruszył z jazdą i dwoma brygadami piechoty (prawdopodobnie Goltza i Sparra) na Białołękę. Wojska brandenburskie szły wolno z powodu błotnistej drogi idącej na skraju lasku białołęckiego. Przecięta Skórczą droga była udręką dla obsługi ciągnionych dział, choć i pozostali żołnierze mieli niemałe kłopoty z przemarszem. Z tego powodu przebycie odległości 4 kilometrów między poprzednią pozycją a zajętą wydmą zajęło Brandenburczykom ponad 2 godziny. Ostatecznie grupa Fryderyka Wilhelma zajęła nowe stanowiska po godzinie 11.
Zajęte przez wojska brandenburskie wzgórze znajdowało się powyżej polskiego fortu i nie zostało w porę obsadzone przez polską piechotę. Z tego wynika, że Jan Kazimierz i jego sztab, pomimo posiadania kilkudziesięciu znakomitych lekkich chorągwi, a obok tego Tatarów, nie dokonali właściwego rozpoznania i pozwolili nieprzyjacielowi bez oporu zająć dogodną pozycję.
Fryderyk Wilhelm obsadził zajęte wzgórze dragonią i piechotą – wśród nich były kompanie pochodzące z regimentów Waldecka, Kanitza i Kalksteina. Dla ochrony przed Tatarami ustawiono dwa 12-funtowe działa. Resztę swych wojsk, czyli rajtarów, elektor uszykował w trzy rzuty. Pierwsza linia znajdowała się wzdłuż drogi na skraju lasu, a pozostałe dwie linie zajęły miejsca w głębi lasu, który porastał całe wzgórze. Przed nagłym atakiem pierwszą linię Fryderyka Wilhelma osłaniał bagnisty strumień uchodzący do rzeczki Zązy. Obronna pozycja wojsk elektorskich wynikała z faktu, że obawiano się natychmiastowego kontrataku wojsk polskich w sytuacji, gdy osłonowe oddziały szwedzkie wciąż były zbyt daleko.
Armia szwedzko-brandenburska wykonując zamierzenia swego dowództwa rozpoczęła manewr polegający na przemieszczeniu drogami ze Świdrów i Żerania na Białołękę znacznej części wojsk przez las białołęcki, Skórczę i wydmy. Szwedzi i Brandenburczycy zaczęli obchodzić lasem pozycje polskie, mając zamiar zaatakować wojska polsko-litewskie od wschodu. Osią tego manewru była zajęta przez brandenburską artylerię wydma znajdująca się naprzeciw polskiego szańca czterobastionowego. Manewrowi towarzyszyło wiązanie polskich sił od strony Żerania.
Bitwa początkowo przebiegała po myśli polskiego dowództwa, które nie było jeszcze świadome przeprowadzanego przez nieprzyjaciół manewru oskrzydlającego. Podobnie jak poprzedniego dnia Szwedzi i Brandenburczycy przystąpili do artyleryjskiego ostrzału pozycji obsadzonych przez piechotę Grotthauza, Butlera i Grodzickiego. Następnie do natarcia ruszyła szwedzka piechota, jednak atak ten załamał się pod ogniem polskich dział i polskich muszkieterów cudzoziemskiego autoramentu.
Od samego rana walkę polskiej jazdy ze szwedzką rajtarią obserwowała z szańców mostowych królowa Ludwika Maria (kronikarze podali, że siedziała na bębnie okryta tatarską burką). Widząc, że działa z lewego brzegu Wisły nie czynią nieprzyjacielowi żadnych szkód, kazała wyprząc z własnej karety konie w celu przetransportowania dwóch dział ze wzgórza „Szubienicznego” nad brzeg rzeki i umieścić je na Kępie Potockiej. Utworzona tak bateria zadawała poważne straty szwedzkiej piechocie i nieprzyjacielskim stanowiskom artyleryjskim. Już od pierwszych salw miało paść 40 rajtarów, a dalszy skuteczny ogień zmusił Szwedów do odwrotu.
Nie wiadomo, kiedy wojska polskie dostrzegły manewr oskrzydlający nieprzyjaciela – najprawdopodobniej stało się to zanim Szwedzi i Brandenburczycy wyszli z lasu. Ukryty przemarsz wojsk Karola Gustawa zapewne dostrzegły wcześniej rozmieszczone na wzgórzach czaty, jednak było już zbyt późno, by móc wykorzystać konieczne podczas manewru rozdzielenie armii szwedzko-brandenburskiej. Tymczasem walki przed polskimi szańcami ciągnęły się jeszcze do godziny 15.
Gdy Polacy i Litwini zauważyli przeprowadzany manewr, zaalarmowało to wojska Rzeczypospolitej, których jazda wkrótce zaatakowała Szwedów. W celu rozpoznania sił nieprzyjaciela i wyparcia sił brandenburskich wysłano jazdę litewską i Tatarów. Akcja miała być przeprowadzona zaraz po przybyciu części jazdy litewskiej z kierunku Białołęki. Do odparcia takiego ataku Fryderyk Wilhelm przygotowywał się już od dłuższego czasu.
Całą skomplikowaną operacją, której celem było przerzucenie dużej armii na nowe pozycje, dowodził król Szwecji Karol Gustaw. Musiał on przy tym odpierać ataki polskiej jazdy w wiślanym korytarzu. Natomiast od strony lasku białołęckiego doszło do spodziewanego uderzenia Tatarów idących na obóz żerański. Na trasie z okolicy wydm Subchan Ghazi aga natknął się na skraju lasu na wojska elektorskie. Obie strony, nie spodziewając się oddziałów przeciwnika, były kompletnie zaskoczone. Do walki nie doszło, bo Tatarzy szybko przemknęli w kierunku Żerania. Przeciwko Tatarom Karol Gustaw rzucił trzeci rzut swej rajtarii dowodzony przez generała majora Henryka Horna. W skład tych sił liczących łącznie 10-12 skwadronów (około 2000 rajtarów) wchodziła m.in. rajtaria z regimentów księcia Karola von Meklemburg i feldmarszałka Hansa Krzysztofa Königsmarcka. Ogień szwedzkich rajtarów okazał się bardzo skuteczny, gdyż Tatarzy zrezygnowali z walki i zawrócili do lasku białołęckiego. Szwedzi utracili jednak część taboru z żywnością. W drodze powrotnej Tatarzy ponownie wyszli na tyły sił elektorskich.
W czasie tatarskiego odwrotu na Białołękę w korytarzu nadwiślańskim doszło do otwartej bitwy, podczas której kilkakrotne szarże polskiej i litewskiej jazdy zepchnęły pierwszy rzut jazdy szwedzkiej na piechotę. W walce wzięły także udział chorągwie husarskie. Na wąskim obszarze atak jazdy nie mógł się rozwinąć, toteż szwedzka artyleria i regimenty piechoty dowodzone przez Karola Gustawa Wrangla odparły ogniem atak jazdy, zadając przy tym Polakom i Litwinom znaczne straty.
Ponieważ następne rzuty wojsk szwedzko-brandenburskich pozostały nietknięte, Karol Gustaw udał się na pozycje brandenburskie, aby rozpoznać siły polsko-litewskie. Około godziny 12 król Szwecji znalazł się przy Fryderyku Wilhelmie – z opanowanego przez siły brandenburskie wzgórza widać było doskonale pole przyszłej walki. Widoczny był ciąg wydm ciągnących się od Białołęki do Bródna, które osłaniały obóz polski. Widoczne były także siły Rzeczypospolitej ustawione w niedalekim lasku bródnowskim i mogące stanowić potencjalną przeszkodę dla przemieszczających się wojsk szwedzko-brandenburskich.
Obaj wodzowie dokonali oględzin pola walki – w związku z tym obejrzeli sieć rzeczną złożoną ze strumieni i bagnistych koryt Skórczy i Zązy oraz sieć drogową. Król Szwecji doszedł do wniosku, że tylko przerzucenie całej armii na pola między Białołęką a Bródnem zdoła zaskoczyć armię Jana Kazimierza i przynieść zwycięstwo. By tego dokonać konieczne było przerzucenie większość armii szwedzkiej, i to pod ogniem polskich wojsk. Karol Gustaw docenił zajętą przez elektora pozycję i uznał ją za główną oś manewru. Dlatego obiecał Fryderykowi Wilhelmowi przysłanie posiłków i zaraz po powrocie do własnego obozu rozkazał generałowi majorowi Wolradowi Waldeckowi, by ruszył z trzema brygadami piechoty i kilkoma działami dla wzmocnienia pozycji brandenburskich.
Waldeck wyruszył około godziny 13, posuwając się skrajem lasku białołęckiego. Z powodu grząskiego terenu wojska szwedzkie maszerowały bardzo wolno. Z wielkim trudem przebiegał transport dział, które ugrzęzły w wodzie podczas przeprawy przez Skórczę i zatrzymały kolumnę marszową. Była to idealna chwila, by zaatakować znajdujących się w marszu Szwedów, gdyż jednocześnie Karol Gustaw gotował do marszu pozostałe regimenty piechoty i jazdy. Na szczęście dla Szwedów znaczna część wojsk polskich udała się na posiłek, przez co nikt nie dostrzegł nagłej szansy na zwycięskie rozstrzygnięcie bitwy. Stało się tak po wycofaniu się szwedzkiej rajtarii na stanowiska ogniowe, co strona polska poczytała za zwycięstwo. Szwedzi i Brandenburczycy mogli w tym czasie spokojnie ustawić nowy szyk.
Gdy król Szwecji wrócił do swych żołnierzy, jazda litewska ruszyła do szarży na formujących się na skraju białołęckiego lasku Brandenburczyków. Zaatakowali także Tatarzy, wracający z nieudanej wyprawy na obóz szwedzki w Żeraniu. Uderzenie tatarskie przeprowadzone zostało od strony zajętego przez siły elektorskie wzgórza w kierunku Białołęki. Atak Tatarów został odparty przez dragonię i piechotę brandenburską, którą wsparły świeżo przybyłe skwadrony szwedzkiej rajtarii dowodzone przez Horna.
Jazda litewska wsparta przez kilka chorągwi koronnych zaatakowała od strony Bródna, wzdłuż wąskiego korytarza między pasmem wydm a mokradłami. Kilkunastominutowa szarża jazdy, w której wzięło udział 1000 do 1500 żołnierzy, odparta została zmasowanym ogniem piechoty i dragonii.
Nastąpiła dłuższa przerwa w walce, podczas której armia szwedzko-brandenburska kontynuowała swój manewr całkowicie zaskakując polsko-litewskie dowództwo. Jan Kazimierz zmuszony został obrócić swój front o całe 90 stopni, dając tym samym nieprzyjacielowi dużo cennego czasu. Około godziny 15:00 wojska szwedzko-brandenburskie ustawiły się frontem na zachód. Jazda polska i litewska atakowała pozycje nieprzyjacielskie szarżami, natomiast Tatarzy wciąż walczyli na tyłach przeciwnika. Działania Tatarów, którzy podpalili Białołękę i Bródno na tyłach nieprzyjaciela, zmuszały Szwedów i Brandenburczyków do trzymania znacznych sił dla osłony formowanych skrzydeł. By umożliwić przemarsz na Bródno dalszych oddziałów, Szwedzi musieli wysłać rajtarię Horna. W Bródnie zostawili część piechoty wspomaganej przez kilka skwadronów jazdy z obawy przed polsko-litewskim atakiem znad Wisły lub tatarskim atakiem z północnego wschodu.
Pod osłoną trzeciego rzutu kawalerii szwedzkiej, która zabezpieczała przemarsz sił głównych, Karol Gustaw rozkazał dwóm pozostałym rzutom rajtarii, oraz piechocie i artylerii, marsz wzdłuż linii Białołęka-Bródno. Siłami tymi dowodził brat króla Szwecji, książę Adolf Jan.
Gdy Szwedzi przemieszczali się białołęckim traktem na Bródno, również wojska elektorskie ruszyły spod umocnionego wzgórza i posuwały się równolegle do Szwedów. Maszerujące kolumny szwedzka i brandenburska oddalone były od siebie nie dalej niż o kilometr. Polacy dostrzegli manewr nieprzyjaciela dopiero wtedy, gdy Brandenburczycy zaczęli wychodzić z lasku białołęckiego, a Szwedzi docierali do Bródna. Dogodny okres, w którym nieprzyjaciel dokonywał skomplikowanego manewru, minął bezpowrotnie. Jan Kazimierz stracił okazję do odniesienia zwycięstwa. Konieczność zmiany frontu przez armię Rzeczypospolitej wywołała w polskich wojskach zamieszanie. Nie wystarczało samo obrócenie oddziałów o 90 stopni, gdyż konieczne było także przerzucenie jazdy polsko-litewskiej oraz piechoty z artylerią na wał wydm znajdujący się na północny wschód od lasku praskiego. Dało to czas Szwedom i Brandenburczykom, by dokończyć manewr obejścia pasma błot i ustawić szyk armii dokładnie według planu Karola Gustawa.
Około godziny 16 armia szwedzko-brandenburska zakończyła skomplikowany manewr i ustawiona w nowym szyku była w pełni gotowa do odparcia polskiego ataku. W nowym szyku na lewym skrzydle stanęły wojska szwedzkie, mające za sobą wieś Bródno. Przed pierwszą linią rajtarii król Szwecji ustawił piechotę w sile trzech brygad, którymi dowodzili: pułkownik Adolf Wrangel, pułkownik Nisbet i dowodzący pieszą gwardią królewską podpułkownik Andrzej Szöge. Całym tym wysuniętym naprzód ugrupowaniem dowodził generał major Bertold Hartwig Bülow.
Wojska brandenburskie zajęły prawe skrzydło w odległości około 700 metrów od kwadratowego fortu i wału wydm osłaniających obóz armii Rzeczypospolitej. Pierwszy rzut wojsk elektorskich zajął obszar między wałem wydm a pasem błot białołęckich, przez co Brandenburczycy byli lekko wysunięci w stosunku do ustawionych w trzy linie Szwedów. Front armii Karola Gustawa, który ciągnął się od skraju lasku białołęckiego po granice Bródna i Pragi, miał długość 2500-3000 metrów. Najbardziej wysunięte w kierunku polskich sił były brandenburskie regimenty piechoty wraz z lejbgwardią elektora dowodzoną przez Piotra de la Cave.
Ustawienie sił szwedzkich w nowym szyku nie było zbyt korzystne, gdyż Szwedzi mieli za sobą Bródno oraz błota ciągnące się aż do Marek. W wypadku klęski Szwedzi musieli by się cofać przez Zązę, na której nie mieli żadnej przeprawy mostowej. Król szwedzki jednak nie przejmował się tym, gdyż był pewien zwycięstwa, wierząc w swoje zaprawione w wojnie trzydziestoletniej regimenty oraz będąc świadomym znacznie większej siły ogniowej swych wojsk, zapewnionej przez przewagę liczebną piechoty, dragonii i artylerii. Nie wierzył, że Polacy będą w stanie rozerwać jego złożone ze starych weteranów wojska, więc bez wahania ustawił swe siły w miejscu, które w razie klęski groziło katastrofą całej armii. Mając za sobą liczne błota Szwedzi musieliby uchodzić zaledwie kilkoma wąskimi traktami na Marki i Grodzisk. Także w przypadku działań ofensywnych pozycja Szwedów nie była zbyt dobra, gdyż ruchy lewego skrzydła ograniczał podmokły teren oraz strumyki uchodzące do Zązy.
Rajtaria szwedzka częściowo znalazła się także na prawym skrzydle, gdzie wzmocniła siłę wojsk elektora. Większość szwedzkiej rajtarii, ustawionej w trzech rzutach, znalazło się na lewym skrzydle. W pierwszym rzucie znalazły się skwadrony grafa Eryka Oxenstierny dowodzone przez podpułkownika Rosena, skwadrony generała majora Karola Gustawa Wrangla, którym przewodził Plating oraz skwadrony grafa Ludwika Löwenhaupta i księcia Adolfa Jana. W pierwszym rzucie znalazły się także skwadrony rajtarii pfalzgrafa Filipa von Sulzbach, który dowodził pierwszym rzutem, a obok nich skwadrony księcia Jana Jerzego von Anhalt-Dessau, pułkownika Jana Jakuba Taube oraz dragonia Sulzbacha.
Dwa pozostałe rzuty lewego skrzydła składały się ze szwedzkiej dragonii i rajtarii, którymi dowodzili margrabia Karol Magnus von Baden-Durlach i generał major Henryk Horn.
W centrum armii szwedzko-brandenburskiej stanęło 6 brygad elektorskiej piechoty, w składzie której znalazły się skwadrony grafa Ottona Krzysztofa von Sparr, pułkownika Jana Jerzego Sieberga (lub Syburga), generała majora Wolrada Waldecka oraz generała majora Joachima Rüdigera Goltza. Piechota centrum uszykowana została w trzech rzutach, a z obu stron osłaniały ją skwadrony szwedzkiej i pruskiej rajtarii. Centrum dowodzone było przez von Sparra oraz generała majora Jozjasza Waldecka.
Prawym skrzydłem dowodził elektor Fryderyk Wilhelm, a pomagał mu w tym feldmarszałek Karol Gustaw Wrangel. Skrzydło ustawione zostało w trzech rzutach. W pierwszym rzucie stanęły skwadrony rajtarii pod wodzą grafa Fryderyka Waldecka, dowódcy całej pruskiej jazdy. Znalazły się tu także skwadrony generała majora Krzysztofa Kannenberga, który dowodził pierwszym rzutem elektorskiej rajtarii. Ponadto w pierwszym rzucie stanęły skwadrony brandenburskiej lejbgwardii, dowodzone przez pułkownika Aleksandra von Spaen oraz piesze brygady brandenburskie, dowodzone przez Piotra de la Cave, które zaginały front pierwszej linii prawego skrzydła w kierunku polskiego fortu czterobastionowego.
Druga linia złożona z prusko-szwedzkiej rajtarii dowodzona była przez generała majora Totta. Trzecią linię prawego skrzydła armii Karola Gustawa tworzyły skwadrony rajtarii pułkownika Jerzego Schönaicha, pułkownika Krzysztofa Brunella, pułkownika Dietricha Lessgewanga, księcia Jana Jerzego von Weimar oraz pułkownika Wolfa Ernesta von Eller. Obok rajtarów w składzie trzeciego rzutu była dragonia dowodzona przez pułkownika Chrystiana Ludwika Kalksteina.
Artyleria ustawiona została przed brygadami piechoty – na prawym skrzydle ustawiono 24 działa, a na lewym – 23 działa. Siła ognia artylerii i piechoty miały powstrzymać atak polskiej jazdy, głównie husarii. Następnie do walki miały wejść skwadrony rajtarii, by zepchnąć wojska polskie i litewskie do Wisły.
Armia Rzeczypospolitej rozciągała się na wale wydm, mając przed sobą wieś Bródno. Jazda koronna i litewska jako pierwsza stanęła naprzeciw nowym pozycjom szwedzko-brandenburskim.Pośpiesznie przerzucano piechotę oraz artylerię złożoną z 12 dział polowych oraz przystąpiono do sypania nowych umocnień na wydmach. Część artylerii od początku znajdowała się w czterobastionowym szańcu, a pozostałe działa ustawiono tam, gdzie zgrupowała się jazda koronna, czyli we wschodniej części wydm. Już o godzinie 15 obie armie znalazły się w zasięgu wzajemnego ognia artyleryjskiego, jednak ze względu na ciągłe przemieszczanie się oddziałów po obu stronach, wymiana ognia działowego prawdopodobnie rozpoczęła się po godzinie 16.
Nieznana jest dokładna siła wojsk koronnych, jaką dysponował Jan Kazimierz. Na pewno nie było jeszcze Czarnieckiego, gdyż część wojsk koronnych, którą dowodził, mogła przeprawić się na brzeg praski dopiero wieczorem. Znanych jest 14 pułków koronnych, które na pewno znajdowały się na prawym brzegu Wisły – dowodzili nimi m.in. wojewoda sandomierski Aleksander Koniecpolski, strażnik koronny Aleksander Zamoyski, strażnik wojskowy Mariusz Jaskólski oraz pisarz polny koronny Jan Fryderyk Sapieha. Cała jazda koronna po praskiej stronie Wisły liczyła w tym czasie kilkanaście tysięcy żołnierzy. Siły litewskie wraz z nieliczną piechotą i dragonią liczyły około 5000 żołnierzy. Siły tatarskie Subchan Ghazi agi, liczące 2000 żołnierzy, mogły być użyte jedynie do ataku na tabory lub do pościgu za uciekającym nieprzyjacielem.
Łącznie armia polsko-litewska miała około 20 000 jazdy, w tym co najwyżej 900-1000 husarii. Zatem nawet bez pospolitego ruszenia armia Jana Kazimierza miała znaczną przewagę liczebną jazdy względem armii szwedzko-brandenburskiej liczącej 12–13 tys. rajtarów i dragonów. Przeprawiona na praski brzeg szlachta stanęła w pułkach wojewódzkich pod wodzą swoich pułkowników. Dużą wartość bojową miały województwa lubelskie i sandomierskie, gdyż szlachta tych województw wzięła udział w zwycięskiej kampanii lutowej Stefana Czarnieckiego.
Pozycje wojsk polsko-litewskich znajdowały się na wyższym terenie, niż pozycje armii Karola Gustawa. Zajmowały jednak bardzo niewielki obszar, ograniczony z jednej strony rozlewiskami Zązy, a z drugiej drogą z Białołęki do Pragi, opanowaną przez Brandenburczyków. Za stanowiskami polskiej jazdy płynęła rzeka Skórcza, a 700-800 metrów dalej płynęła Wisła z jednym tylko mostem. Sytuacja wytworzyła się taka, że zwycięstwo jednej strony oznaczało kompletne rozbicie drugiej strony.

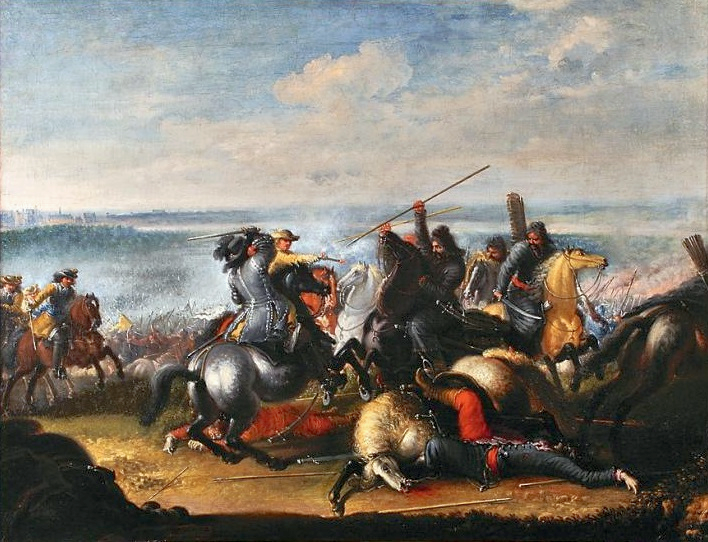
Johan Filip Lemke, Karol X Gustaw w walce z Tatarami w bitwie pod Warszawą 1656 roku

Jan Kazimierz dostrzegł szansę na zwycięstwo w zmasowanym ataku jazdy, gdyż w razie zepchnięcia na bagna i rozlewiska Zązy i przy braku przeprawy mostowej armii Karola Gustawa groziła zagłada. Z tego względu wojska polsko-litewskie cofnęły się spod wzgórz opanowanych przez Brandenburczyków w kierunku Białołęki i pól bródnowskich, by zrobić więcej miejsca dla uderzenia z pomocą jazdy. Liczono przy tym na to, że po skomplikowanym manewrze Szwedzi i Brandenburczycy nie są jeszcze w pełni gotowi do odparcia szarży. W celu realizacji zamierzeń uszykowano na wzgórzach praskich husarię. Jej celem było rozerwanie nieprzyjacielskich szyków, by następnie z pomocą pozostałych chorągwi jazdy zepchnąć wojska szwedzko-brandenburskie w błota. Tym razem szarża miała być przeprowadzona głównie przeciwko stojącym na wprost husarii regimentom rajtarii, a nie piechocie przeciwnika, która stała głębiej w centrum. W razie powodzenia husarskiej szarży ruszyć do ataku miały chorągwie pancerne.
Zanim doszło do husarskiego uderzenia, Tatarzy obeszli szwedzkie stanowiska od strony Bródna i uderzyli na osłonięte od tyłu pasem bagien i znajdujące się za skrzydłem brandenburskim tabory. Gdy Tatarzy dotarli do taborów, wywołali panikę wśród wojsk elektorskich. Karol Gustaw dostrzegł zagrożenie dla swych tyłów i rzucił przeciwko Tatarom Horna wraz z 3 skwadronami rajtarii. Jednocześnie sam przygotował obronę przed spodziewanym atakiem tatarskim. W trudnej sytuacji znalazła się ta część Tatarów, która dostała się na tyły wojsk elektorskich. Mieli oni przeciwko sobie siły broniące taboru oraz atakujące z boku siły Horna, które spychały ich na mokradła. Część Tatarów udało się Hornowi zepchnąć na bagna, jednak większość rozproszyła się i zdołała ujść wąskim korytarzem między błotami, prowadzącym na Białołękę.

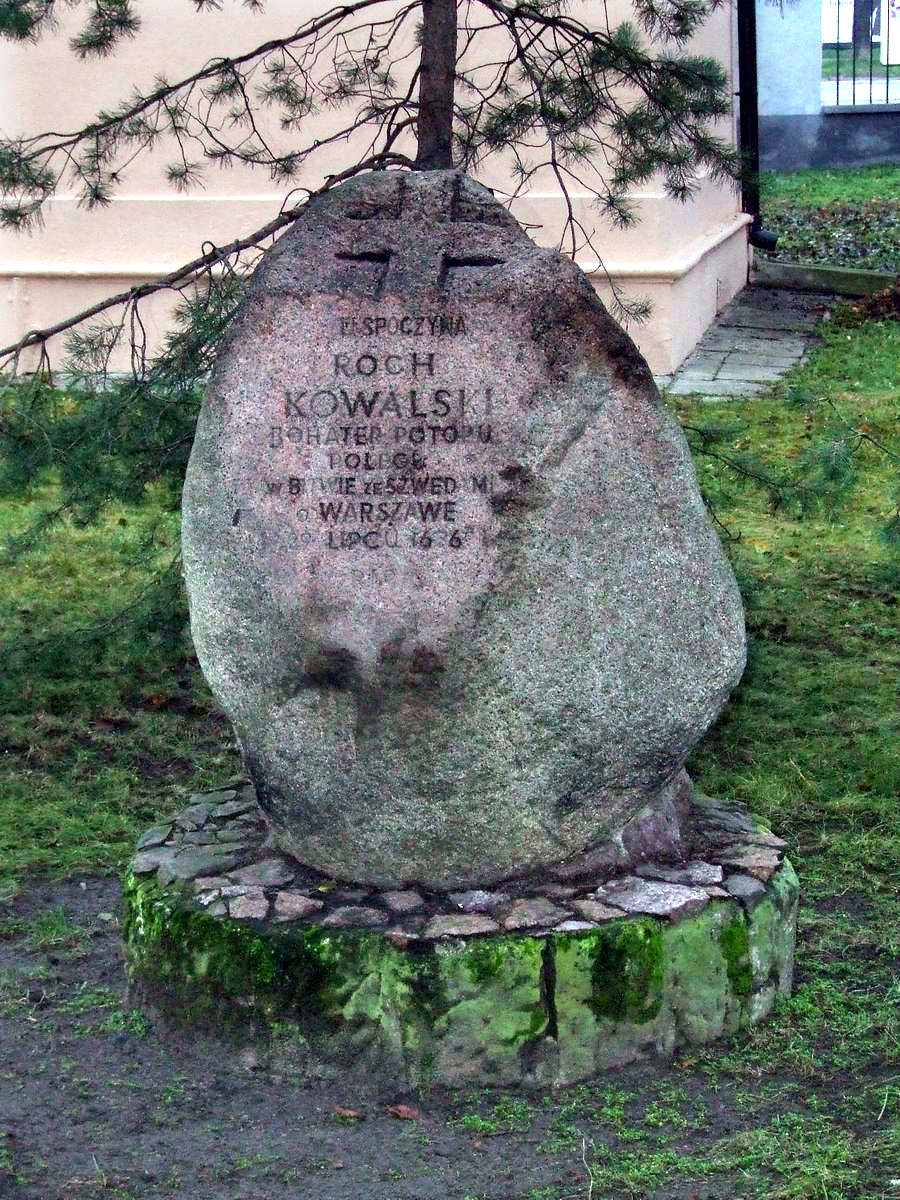
Symboliczny grób Rocha Kowalskiego przy kościele Matki Bożej Loretańskiej na Pradze

Wreszcie o godzinie 16:40 ruszyła do szarży husaria Aleksandra Hilarego Połubińskiego w sile 900 żołnierzy, która klinem przebiła się przez szyki Szwedów na głębokość dwóch rzutów, i zaatakowała 3 rzut. Uderzenie husarii było potężne – złożony z doborowych regimentów uplandzkiej i smalandzkiej rajtarii (skwadrony dowodzone przez podpułkownika Platinga i Rosena) środek prawego skrzydła został złamany. Pomimo ognia prowadzonego przez nierozbite skwadrony rajtarii husaria dalej parła naprzód, rozbijając skwadrony pierwszego rzutu rajtarii gwardii królowej, dowodzonej przez Anhalta. Poważne straty poniosła też dowodzona przez Sulzbacha gwardia królewska. Żołnierze pierwszego rzutu, którzy uratowali się z masakry, schronili się za drugim rzutem szwedzkiej rajtarii. Atak husarii zmieszał następnie cztery skwadrony drugiego rzutu jazdy, którym dowodził książę Karol Magnus von Baden-Durlach. Zagrożony był nawet sam król Szwecji Karol Gustaw, na którego natarł kopią Jakub Kowalewski (pierwowzór sienkiewiczowskiego Rocha Kowalskiego), powodując, że król spadł z konia. Niektóre wersje mówią, że Karola Gustawa uratował Bogusław Radziwiłł, większość jednak twierdzi, że króla, którego po upadku natychmiast otoczyli jego żołnierze, uratował wyborowy strzelec szwedzki. Po bitwie Karol Gustaw doceniając męstwo żołnierza urządził Kowalewskiemu uroczysty pogrzeb.
Ciągły ogień prowadzony z boku przez gwardię królewską i ugrupowanie Adolfa Jana osłabił impet husarskiego uderzenia. Atak husarii, który łącznie z bojem spotkaniowym nie trwał dłużej niż kilka minut, z powodu braku koordynacji nie doczekał się odpowiedniego wsparcia ze strony innych jednostek jazdy i to zaważyło na tym, że znacznie przeważający liczebnie Szwedzi zdołali – po dosłaniu posiłków – zatrzymać husarzy na drugim rzucie rajtarii szwedzkiej, co spowodowało ostateczne niepowodzenie szarży. Lewego skrzydła szwedzko-brandenburskiego nie udało się przełamać, a reszty dokonał boczny ogień nierozbitych skwadronów szwedzkich, skierowany głównie przeciwko koniom nacierającej jazdy. Nie widząc wsparcia husarze małymi grupami uchodzili w kierunku stanowisk polsko-litewskich.
Po odparciu polsko-litewskiej husarii Szwedzi i Brandenburczycy zaczęli w pośpiechu odtwarzać pierwotny szyk w obawie, że wkrótce może dojść do ataku pozostałych chorągwi polskich i litewskich. Doszło w końcu do ataku niektórych chorągwi jazdy pancernej na wojska elektorskie, jednak stało się to, gdy szyk szwedzko-brandenburski po husarskim uderzeniu został już odtworzony. Szarżę jazdy pancernej Brandenburczycy odparli ogniem piechoty.
Karol Gustaw pragnął opanować pas wydm przed zmrokiem, by uzyskać korzystną pozycję przed działaniami w trzecim dniu. W tym celu po odparciu jazdy pancernej Szwedzi i Brandenburczycy ruszyli naprzód, jednak polska piechota zdołała obsadzić linię wydm i skutecznie powstrzymała marsz nieprzyjaciela. Okazało się, że atak husarii zadał Szwedom duże straty wśród doborowych regimentów, co osłabiło siłę szwedzko-brandenburskiego natarcia, a to ułatwiło polskiej piechocie obronę wydm i lasku praskiego.
Walki przerwane zostały przez zapadające ciemności. W tej sytuacji wojska szwedzko-brandenburskie zaczęły przesuwać się na stanowiska noclegowe w kierunku Bródna i lasku praskiego. Podczas tej operacji część brandenburskich oddziałów, które zamykały pochód, dostała się pod ogień dział stojących na krańcu piaszczystej wydmy bródnowskiej, na lewym skrzydle armii polsko-litewskiej. Ciężko ranny, po trafieniu z falkonetu, został generał major Krzysztof Kannenberg. Niedługo po tym wydarzeniu wojska Fryderyka Wilhelma rozłożyły się na północny zachód od Bródna.
Brandenburczycy i Szwedzi na nocleg rozłożyli się półkolem od bagien do skraju lasku praskiego wokół spalonej wsi Bródno. Obóz wcześniej otoczono zasiekami, a wodzowie wraz z taborami i bagażami nocowali w samej wsi. Żołnierze otrzymali ostatnie racje żywnościowe, co oznaczało, że jeśli armia Karola Gustawa nie zdoła wygrać bitwy, będzie zmuszona wycofać się do głównego obozu leżącego pod Nowym Dworem.
Położenie armii Karola Gustawa, pomimo odparcia polskiej jazdy, było trudne, gdyż nie tylko nie udało się rozbić armii polsko-litewskiej, ale nawet nie zdołano opanować wydm praskich, skąd wyprowadzane były wszystkie uderzenia przeciwko siłom szwedzko-brandenburskim. Do tego Tatarzy, wykorzystując ciemną noc, nieustannie nękali obóz nieprzyjaciela. Brak snu, wody i prowiantu źle działał na morale Szwedów i Brandenburczyków.
W drugim dniu bitwy nie wzięły udziału wojska Czarnieckiego, które wezwane po zakończeniu walk w pierwszym dniu przybyły na brzeg praski dopiero pod wieczór. Niebawem rozeszła się wiadomość, że dwór zamierza opuścić Warszawę, co wywołało panikę w stolicy. Decyzję taką Jan Kazimierz podjął już po przybyciu dywizji Czarnieckiego, którą przeprawiono przez Wisłę. Czarniecki po rekonesansie sięgającym pod Zakroczym wrócił około godziny 18 i znów znalazł się na praskim brzegu, gdzie wzmocnił odcinek wydm bródnowskich, który przylegał do lasku praskiego od południa i znajdował się na wprost szwedzkich pozycji.

### Trzeci dzień
Na naradzie wojennej z elektorem Karol Gustaw postanowił przeprowadzić generalne uderzenie na armię Jana Kazimierza. Planowano szybko opanować lasek praski oraz pas wydm bródnowskich, a następnie zepchnąć stłoczoną jazdę do Wisły, co wobec tylko jednej przeprawy mostowej powinno doprowadzić do zniszczenia znacznej części wojsk polsko-litewskich. Ze względu na pas błot znajdujący się za wojskami szwedzko-brandenburskimi na naradzie nie rozważano możliwości porażki, gdyż ta mogła oznaczać jedynie zagładę wojsk szwedzkich i brandenburskich.
Niepowodzenie szarży Połubińskiego odebrało Janowi Kazimierzowi wiarę w zwycięstwo, przez co król Polski nawet nie myślał o wykorzystaniu trudnego położenia nieprzyjaciela. Uważając bitwę za przegraną następnego dnia postanowił przeprawić na lewy brzeg Wisły piechotę, artylerię oraz tabory, a walkę kontynuować samą jazdą, którą wyprowadził drogą prowadzącą na Okuniew. Tylko w lasku praskim stacjonowała jeszcze piechota Grotthauza oraz dragoni. Nie najlepsza atmosfera w armii polsko-litewskiej sprawiła, że większość pospolitego ruszenia odeszła w kierunku mostu na Wiśle.
Brak wiary w zwycięstwo króla Polski wynikał z faktu, że nisko on oceniał morale swej armii po nieudanej szarży i biorąc pod uwagę ogromną przewagę ogniową nieprzyjaciela, doszedł do wniosku, że bitwy tej już nie wygra. Stąd wynikała decyzja o wcześniejszej ewakuacji taborów, dział i piechoty, która zabezpieczyła armię Rzeczypospolitej przed możliwością ostatecznej klęski.
Przeprawa przez most z powodu popłochu nie przebiegała sprawnie. Także gromadzące się wokół mostu już od wieczora poprzedniego dnia tłumy ludności cywilnej utrudniały przemarsz dział i piechoty. Duży udział w rozgardiaszu miał hetman wielki koronny Potocki, który już w nocy zaczął przeprawiać swoje wozy przez most i z tego powodu zrobił wrażenie, że dowódcy chcą pierzchnąć i zostawić wojsko na łasce losu. Wiele innych osób wzięło zły przykład z hetmana i wysłało swoje wozy w kierunku przeprawy.
O świcie 30 lipca Jan Kazimierz, korzystając z porannej mgły (trwającej do godziny 8), przystąpił do szykowania swych wojsk z podziałem na dwie grupy. Na południu przed wydmami stanęli Tatarzy wraz z dywizją Czarnieckiego i jazdą koronną Aleksandra Koniecpolskiego. W lesie praskim, w obawie przed kontruderzeniem armii Karola Gustawa, ustawiona została piechota (regiment Grotthauza w sile 568 porcji) i dragonia wraz z 2 działkami. Wojska te miały zabezpieczyć przed odcięciem od przeprawy mostowej lewe skrzydło, które zajmowali Litwini.
Reszta piechoty wraz z artylerią i jazdą litewską zajęła położony naprzeciw Targówka trzeci odcinek linii obronnej szeroki na 5.5 kilometra. Król wraz z hetmanami znaleźli się na trzecim odcinku. Pozostała część armii polsko-litewskiej rozpoczęła odwrót za Wisłę. Dowództwo nad jazdą koronną powierzono Stefanowi Czarnieckiemu i chorążemu koronnemu Aleksandrowi Koniecpolskiemu. Pospolite ruszenie w większości postanowiło przeprawić się za Wisłę – przy królu pozostała tylko szlachta trzech województw: bełskiego, sandomierskiego i lubelskiego, choć także z chorągwi powiatowych tych województw wielu uszło w kierunku mostu.
Pozostawiona jazda polsko-litewska miała prowadzić walkę z nieprzyjacielską rajtarią, by pozwolić piechocie i artylerii spokojnie przeprawić się przez Wisłę. W sytuacji krytycznej wojska kwarciane oraz Litwini mieli ruszyć na Okuniew, gdzie na południe od Pragi prowadziła jedyna nie blokowana przez Szwedów droga. Król jednak był pewien, że jazda zdoła zatrzymać na wale wydm bródnowskich wojska szwedzko-brandenburskie na czas dostatecznie długi, by działa z piechotą bez kłopotów zdołały opuścić brzeg praski. Po dwóch dniach bitwy wrócono więc do pomysłu Subchan Ghazi agi, by w ogóle nie staczać walnych bitew, lecz z pomocą jazdy kontynuować tak skuteczną dotąd wojnę szarpaną i zmusić nieprzyjaciół do odwrotu ze względu na groźbę głodu.
Także Szwedzi i Brandenburczycy, korzystając z porannej mgły, szykowali się do starcia, przesuwając całą armię bardziej na południe, w kierunku lasku praskiego. Wojska brandenburskie, pozostawiając w spalonym Bródnie rannych i tabory, stanęły naprzeciwko pasa wydm bródnowskich, skąd poprzedniego dnia ruszyła szarża husarska. Brandenburskie centrum składało się głównie z piechoty i stanęło na drodze z Bródna do Pragi (dziś ulica Świętego Wincentego). Szwedzi stanęli na południe od Bródna, naprzeciw lasku praskiego. Obawiający się o swe tyły Karol Gustaw celowo wybrał pozycję, którą od lewej strony zabezpieczały rozlewiska Zązy i ciągnące się aż po Targówek błota. Centrum całej armii składało się z ustawionych w dwa rzuty 6 brygad piechoty brandenburskiej pod wodzą Sparra, Wolrada Waldecka i Sieberga. Pozostałe sześć brygad wzmocniły kawalerię na skrzydłach – po 3 brygady na każde skrzydło.
W centrum obok piechoty brandenburskiej stanęły także regimenty szwedzkiej piechoty. Tak jak w poprzednich dniach rajtaria ustawiona została w trzy rzuty – w pierwszym rzucie rajtarią szwedzką dowodził książę Adolf Jan, a na czele rajtarów elektorskich stał graf Jerzy Fryderyk Waldeck. Szwedzi i Brandenburczycy jeszcze przed godziną 8 zdołali zakończyć przygotowania do natarcia i pozostało im czekać tylko na opadnięcie mgły. By wzmocnić siłę ognia pierwszego rzutu rajtarii Fryderyk Wilhelm nakazał umieścić między jej skwadronami dragonów Jerzego Fryderyka Waldecka.
Trzeciego dnia bitwy przewaga liczebna armii polsko-litewskiej nie była już tak zdecydowana. Przeciwko 15–16 tys. świetnie wyszkolonym i uzbrojonym żołnierzom szwedzkim i brandenburskim stanęło 16 pułków jazdy koronnej (ok. 14 tys. żołnierzy), mniej niż 4 tys. piechoty, rajtarii i dragonii cudzoziemskiego autoramentu, 4–5 tys. wojsk litewskich oraz 4–5 tys. pospolitego ruszenia. Ponieważ znaczna część wojsk zaciągu cudzoziemskiego przeszła nocą przez Wisłę, a inne oddziały koronne pilnowały porządku w stolicy, gdzie przebywała królowa, stojące naprzeciw armii Karola Gustawa siły polsko-litewskie liczyły łącznie nieco ponad 25 000 żołnierzy.
Siły Rzeczypospolitej ciągnęły się od wału wydm bródnowskich po leżący naprzeciw Targówka południowo-wschodni kraniec lasku praskiego. Jazda koronna i Tatarzy stanęli przed wydmami między laskiem praskim a osadą Kamion, zajmując obszar o długości 1800 metrów. Lasek praski zajęła piechota Grotthauza z 2 działkami, którą wspomogło kilka kompanii dragonii Czarnieckiego w sile około 1000 muszkietów, którymi dowodził Krzysztof Dunin Wąsowicz. Reszta piechoty oraz siły litewskie z niewielką liczbą Tatarów zajęły obszar od lasku praskiego aż po znajdujący się w polskich rękach fort. Długość polsko-litewskiej linii wynosiła od 5.5 do 6,5 km, a istniejące luki były zbyt duże, by słaba polska artyleria mogła je osłonić.
Jan Kazimierz, mający przy sobie Połubińskiego, stał na lewym skrzydle, naprzeciw wojsk elektorskich. Choć wojskami cudzoziemskiego autoramentu po zdradzie Bogusława Radziwiłła dowodził podczaszy koronny Jan Zamoyski, w polu decyzję podejmowali starzy i doświadczeni pułkownicy – Krzysztof Grodzicki i Wilhelm Butler.
Wkrótce po świcie na przedpolu pojawiło się wiele podjazdów, które krążąc, rozpoznawały teren i szyk przeciwnika. Polacy pod osłoną mgły w pośpiechu rozbudowywali umocnienia ziemne. W związku ze świadomością odwrotu, morale wojsk polsko-litewskich było niskie. Odwrotnie było po stronie szwedzko-brandenburskiej, gdzie żołnierze z niecierpliwością czekali na opadnięcie mgły, by móc ruszyć do ataku. Jednocześnie przesuwano część sił na południowy wschód, w kierunku Pragi, by zająć obszar między Grochowem a Kamionem. Gdyby to się udało, Polacy i Litwini, spychani do Wisły, musieliby albo skapitulować, albo spróbować przebić się w kierunku białołęckich błot.
Gdy około godziny 8 mgły opadły i umożliwiły podjęcie działań, Karol Gustaw nie kwapił się do ataku, lecz przedtem wraz z doradcami długo lustrował pole przyszłego starcia. Gdy jednak Polacy i Litwini nie przejawiali ochoty do walki, a płynący czas dawał im czas na prowadzenie prac fortyfikacyjnych, król szwedzki podjął decyzję o generalnym natarciu. Atak miał przeprowadzić tzw. corps de bataille, złożony z elektorskiej piechoty dowodzonej przez Sparra. Atakującą piechotę na skrzydłach miała wspierać rajtaria szwedzka i brandenburska.
Tak więc trzeciego dnia bitwy do natarcia ruszyła armia szwedzko-brandenburska, atakując od strony Bródna, a później także od strony Targówka. Główne uderzenie prowadziła znajdująca się w centrum swej armii piechota i artyleria brandenburska – szeregi brandenburskiej piechoty zmierzały w kierunku Woli Ząbkowskiej aż po drogę z Pragi, spychając polską piechotę z wydm i zmuszając wojska polskie do wycofania się w kierunku mostu.
Siły brandenbursko-szwedzkie miały początkowo zwarty szyk, jednak z chwilą, gdy piechota Sparra i reszta oddziałów centrum ruszyła naprzód, szyk ten uległ rozciągnięciu, wyginając się jednocześnie na kształt półkola. Odstępy między trzema ugrupowaniami powiększały się, dochodząc do 1–1,5 km. Stwarzało to polskiej jeździe możliwość wtargnięcia w powstałe luki i wyjścia na tyły armii Karola Gustawa, jednak polscy i litewscy dowódcy nie zdecydowali się na wykorzystanie okazji. Gdy piechota Sparra znalazła się w zasięgu dział, strona polska rozpoczęła ogień artyleryjski, który próbowała powstrzymać artyleria szwedzka.
Wymiana ognia działowego trwała mniej niż godzinę, po czym około godziny 9 elektorska piechota dotarła do lasku praskiego, gdzie zastała opuszczone szańce i zagwożdżone działa. Piechota i dragonia polska, z powodu przewagi ogniowej nieprzyjaciela i braku wsparcia, rozpoczęły odwrót w kierunku jazdy koronnej, przez co, wbrew pruskim relacjom, nie doszło do krwawej walki Polaków z piechotą brandenburską. Ponieważ z braku koni dział nie zabrano, zostały one zagwożdżone.
Piechota pozbawiona została wsparcia, gdyż pięć pułków koronnych, które miały ją osłaniać przed piechotą Sparre’a i resztą sił brandenbursko-szwedzkich, przystąpiło do odwrotu, podczas którego utknęły w błotach i rozlewiskach rzeczki Skórczy. Prawdopodobnie piechota polska na widok oddalającej się jazdy postanowiła opuścić stanowiska, jazda jednak, po utknięciu w błotach, dostała się pod ogień brandenburskiej piechoty. Każdy z 5 pułków – hetmański Stanisława Potockiego, pułk pana sandomierskiego (dowódca Stanisław Witowski), podczaszego Jana Zamoyskiego, strażnika koronnego Aleksandra Zamoyskiego i księcia Dymitra Wiśniowieckiego – poniósł z powodu ognia nieprzyjacielskiej piechoty największe straty w bitwie.
Gdy generał major Jozjasz Waldeck oraz Sparre ścigali cofającą się polską piechotę, Karol Gustaw nakazał rajtarom swego lewego skrzydła przesunąć się na prawo w kierunku ostrzeliwanego lewego skrzydła wojsk Rzeczypospolitej, gdzie znajdowali się Litwini. Jednocześnie 6 skwadronów elektorskiej rajtarii pod wodzą Jerzego Fryderyka Waldecka i szwedzkiego feldmarszałka Wrangla ruszyło w stronę wału wydm, gdzie stała jazda koronna. Na widok zwartych czworoboków rajtarii jazda opuściła wzgórza, pozostawiając piechotę na łasce losu. Wolno posuwające się czworoboki brandenburskie wywarły duże wrażenie na dowódcach polskiej piechoty, którzy postanowili opuścić zajęte stanowiska i wycofać się bez walki.
Wydmy bródnowskie wojska brandenburskie zajęły już około godziny 10, gdzie zagarnęły 7 dział. Zdobyte działa obrócono natychmiast w stronę cofających się polskich oddziałów, które przeprawiały się przez błotnistą rzeczkę Skórczę, wywołując wśród nich zamieszanie. Gdy piechota Goltza i pułkownika Aleksandra von Spaen otworzyły ogień do będącej w nieładzie polskiej piechoty, wielu żołnierzy podniosło podobno kapelusze na muszkietach na znak poddania się. Widząc to książę Adolf Jan miał wymóc na Brandeburczykach przerwanie ognia, licząc na rychłą kapitulację polskiej piechoty. Jednak polskim dowódcom udało się opanować panikę i piechota przeszła Skórczę wraz z 5 działkami, odrywając się tym samym od nieprzyjaciela i kierując się w stronę mostu na Wiśle. Z regimentów Grodzickiego, Butlera, Grotthauza i Zamoyskiego największe straty w odwrocie poniósł regiment Zamoyskiego.
Król i hetmani, widząc cofającą się jazdę i piechotę, doszli do wniosku, że dalszy opór nie ma sensu i może jedynie doprowadzić do utraty pozostałej na lewym skrzydle piechoty. Na to Rzeczpospolita nie mogła sobie pozwolić, gdyż wojska polskie i litewskie cierpiały na niedostatek dobrze wyszkolonych wojsk pieszych. Z tego powodu lewe skrzydło otrzymało rozkaz odwrotu – wycofywanie się piechoty i artylerii osłaniać miała jazda obu skrzydeł, wiążąc nieprzyjaciela walką.
Przemieszczenie oddziałów centrum armii szwedzko-brandenburskiej w kierunku mostu rozdzieliło siły polsko-litewskie na dwie części – Litwini na lewym skrzydle, a jazda koronna na prawym.
Stojąca na skraju pasa wydm od strony fortu jazda litewska Połubińskiego na widok skwadronów rajtarii Waldecka i Wrangla zrezygnowała z walki i uszła w stronę Białołęki. Choć kilka chorągwi litewskich poniosło poważniejsze straty w wąskich korytarzach między błotami leżącymi wokół Białołęki, udało się Litwinom wydostać z matni stosunkowo małym kosztem. Wojska litewskie nie dały się rozbić, a na koniec odparły spóźniony pościg, kierując się na Nowy Dwór. Wycofanie się jazdy litewskiej ułatwiło Szwedom i Brandenburczykom szybszą przeprawę przez Skórczę i marsz w kierunku mostu wiślanego.
W tym momencie armii Karola Gustawa pozostała już tylko rozprawa z głównymi siłami jazdy koronnej, która stała na prawym skrzydle, za laskiem praskim, na południowy wschód od Targówka i tu właśnie Szwedzi przygotowali główne uderzenie. Ubezpieczając lewe skrzydło Szwedzi wysłali na wschód od Targówka jeden rzut jazdy w sile 2000 rajtarów, ustawiając skwadrony równolegle do drogi Praga – Wola Ząbkowska. Potem ustawili dalsze rzuty, by koncentrycznym atakiem na południowy wschód od Targówka w kierunku Wisły (tzw. łachą pod Kamionem) odciąć jeździe koronnej drogę odwrotu na Okuniew. Opanowanie mostu i odcięcie drogi odwrotu pozwoliłoby Szwedom zepchnąć całą jazdę koronną prawego skrzydła do Wisły.
Na prawym skrzydle najprawdopodobniej dowodził stojący na czele królewskiego pułku regimentarz Stefan Czarniecki, choć byli tam także Aleksander Koniecpolski i pisarz polny koronny Jan Sapieha. Polacy na prawym skrzydle dostrzegli grożące im niebezpieczeństwo i natychmiast ruszyli między Wisłą a łachą pod Kamionem drogą przez Kamion, Grochów, Grzybów na Okuniew.
Pułki jazdy koronnej maszerowały niemal równolegle do lewego ubezpieczenia szwedzkiego skrzydła, gdzie znajdował się król Szwecji Karol Gustaw. Przemarsz kilkunastu tysięcy jeźdźców wąskim korytarzem blisko szwedzkich pozycji był bardzo ryzykownym przedsięwzięciem. Mógł on być zrealizowany tylko dzięki niezwykłej sprawności bojowej polskich jeźdźców. Dzięki nadzwyczajnym umiejętnościom polskiej jazdy, pomimo długiego czasu operacji, udało się Polakom przejść obok Szwedów i wydostać z matni, choć w każdej chwili groziło flankowe uderzenie rajtarów, które z łatwością zepchnęłoby Polaków w kierunku urwistych brzegów Wisły. Polakom pomogło też zaskoczenie Karola Gustawa, który początkowo sądził, że wzbite przez polską jazdę tumany kurzu oznaczają atak na szwedzkie pozycje. Szwedzkie dowództwo było kompletnie zaskoczone, nie mogąc uwierzyć, że tak duża masa jazdy bez walki uchodzi w pełnym porządku z pola bitwy. Gdy w końcu Karol Gustaw zrozumiał, że Polacy wydostali się z pułapki, posłał za nimi rajtarię pod wodzą Roberta Douglasa, której jednak nie udało się dopaść uchodzącej jazdy koronnej.
Duże straty poniosło jedynie pospolite ruszenie bełskie, które nie chciało dołączyć do Tatarów, idących jako ostatni drogą na Okuniew, i skręciło w okolicach Kamiona na Zerzeń. Szlachta bełska wpadła na okoliczne błota, gdzie Prusacy znaczną część wystrzelali z broni palnej – zginęło lub dostało się do niewoli około 80 ludzi. Lubelskie i sandomierskie pospolite ruszenie pod naciskiem rajtarów uszło spod Skaryszewa w kierunku chorągwi komputowych.
Atak brandenbursko-szwedzki doprowadził do zatoru na przeprawie, a w konsekwencji do paniki, szczególnie wśród zgromadzonej szlachty i ciurów obozowych. Droga do przeprawy dla cofającej się piechoty oraz reszty ocalałych dział została zatarasowana. Król wraz z hetmanem Potockim próbowali przywrócić porządek, jednak nawet gwardia dragońska Bockuma i gwardia rajtarska Franciszka Bielińskiego nie potrafiły zapanować nad ogólnym popłochem. Sytuację uratował fakt, że wojska szwedzkie posuwały się bardzo wolno, bojąc się kontrataku koronnej jazdy.
Gdy przeciążony most zaczął pękać, stojąca przy działach piechota zostawiła artylerię bez ochrony i przystąpiła do spinania mostu. Podczas zamieszania związanego z panującą paniką wielu ludzi zepchniętych z mostu potonęło w Wiśle. Bliscy utonięcia byli także Jan Zamoyski i hetman Potocki. Hetmana Potockiego od utonięcia uratował podobno Andrzej Modrzewski, późniejszy podskarbi nadworny koronny, który wkrótce w nagrodę otrzymał starostwo medyckie, a żona hetmana Anna Mohilanka obdarowała go leżącą pod Jarosławiem wsią Wołowe Oczy. Podkreśla się także dzielną postawę szlachty sandomierskiej, która pozostała przy królu pod wodzą chorążego sandomierskiego Marcina Dębickiego i miała swój udział w uratowaniu hetmana Potockiego. Także król miał kłopoty z przeprawieniem się przez Wisłę – ostatecznie Jan Kazimierz przebył przez most jako jeden z ostatnich.

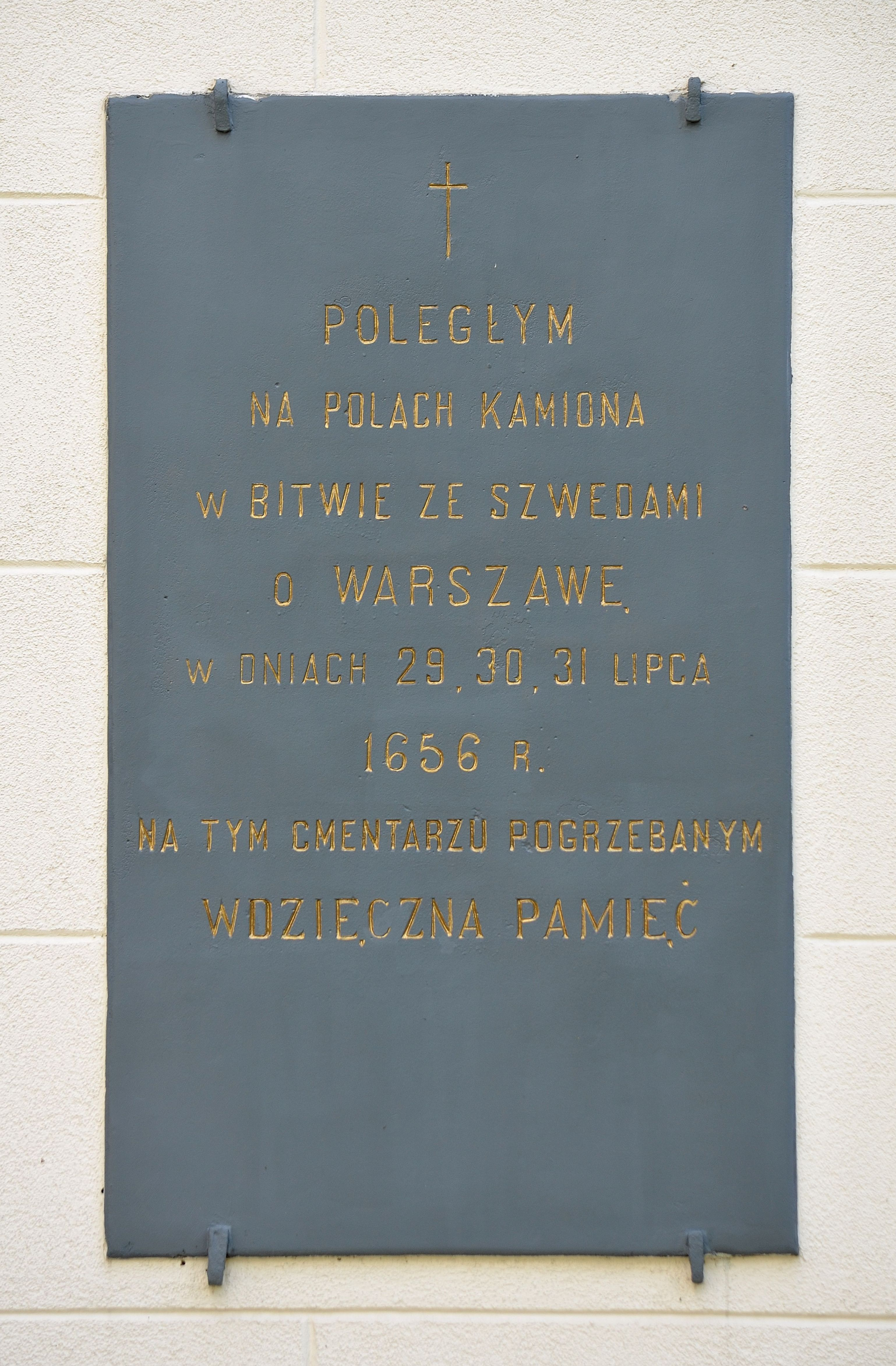
Tablica upamiętniająca poległych w bitwie i pochowanych na Cmentarzu Kamionkowskim, umieszczona na fasadzie konkatedry Matki Bożej Zwycięskiej

Łącznie znacznie większe straty poniosły polskie wojska z powodu panicznej przeprawy przez Wisłę niż w trakcie kilku godzin walk w trzecim dniu bitwy. Szwedzi i Brandenburczycy ocieniali, że Polacy stracili trzeciego dnia ponad 1000 zabitych, natomiast polscy oficerowie zapewniali króla, że straty nie były większe niż 400 żołnierzy.
Gdy ostatnie oddziały przeprawiły się na drugi brzeg, most z królewskiego rozkazu podpalono od praskiego końca, powstrzymując w ten sposób w ostatniej chwili atak szwedzkiej piechoty Sparra, którego celem było przejęcie kontroli nad przeprawą. Przytomność umysłu króla uratowała piechotę, której król nakazał porzucenie dział (w tym największej kolubryny zwanej „Smokiem”) i jak najszybszą przeprawę.
Około południa Karol Gustaw i Fryderyk Wilhelm byli już panami pola bitwy, a ich wojska zagarnęły pozostałe przy wiślanej przeprawie tabory armii koronnej oraz opuszczone przez polską piechotę działa. Gdyby Szwedzi i Brandenburczycy posuwali się szybciej, wojska polskie nie zdążyły by ujść za Wisłę – opieszałość natarcia wynikała z obaw przed kontratakami jazdy koronnej. Dowództwo szwedzkie i brandenburskie wielokrotnie w tej wojnie miało okazję przekonać się, że wojska Rzeczypospolitej, w odróżnieniu od armii zachodnioeuropejskich, potrafią być groźne także w czasie odwrotu, podczas którego mogą wciągać przeciwnika w liczne pułapki. Cofające się chorągwie kwarciane oraz krążący Tatarzy co jakiś czas zawracali, sugerując chęć ataku, a to znacznie spowalniało impet brandenbursko-szwedzkiego natarcia.
W sumie wojska polsko-litewskie, choć w nieładzie, bez większych problemów zdołały wycofać się na drugi brzeg rzeki. Jazda tymczasem wycofała się na Kamion, Grochów i Okuniew. Karol Gustaw nie zdołał zrealizować swego planu zepchnięcia polskiej armii do Wisły, gdyż wojska polskie zdołały w porę przejść Wisłę, unikając klęski.
Po przebyciu Wisły król zwołał naradę, która miała zdecydować, czy z takim trudem zdobytą stolicę należy oddać bez walki. Kanclerz Stefan Koryciński radził, by bronić Warszawy z pomocą pozostałej piechoty i ochotników spośród pospolitego ruszenia. Zdanie kanclerza poparł wojewoda poznański Jan Leszczyński. Większość była jednak odmiennego zdania, uważając, że Warszawa nie jest tak ważnym punktem strategicznym, by zostawiać w niej znaczną liczbę piechoty, której i tak wojska polsko-litewskie miały niedostateczną liczbę. Zwrócono też uwagę na brak żywności i amunicji oraz nienaprawione mury po ostatnim oblężeniu, a to nie pozwoliłoby na stawianie długotrwałego oporu i narażałoby na utratę znacznej ilości tak cennych wojsk pieszych. Brak amunicji dla dział i prochu dla piechoty wynikał z utraty znacznej liczby wozów z amunicją, które ugrzęzły przy wjeździe na most. Dodatkową zaletą opuszczenia Warszawy był fakt, że konieczność pozostawienia w stolicy silnego garnizonu znacznie osłabiłaby siły szwedzko-brandenburskie.
Panika, jaka wybuchła w Warszawie ostatecznie przeważyła szalę na rzecz opuszczenia stolicy. Jan Kazimierz opuścił miasto na czele 5000 żołnierzy wojsk regularnych, w których składzie była piechota cudzoziemskiego autoramentu, dragonia Bockuma, rajtaria pod wodzą Bielińskiego i nadworne roty królewskiej piechoty węgierskiej pod wodzą Jana Guldyna. Wojskom regularnym towarzyszyło pospolite ruszenie, którego liczebność spadała z godziny na godzinę.

### Rzeź Pragi
Szwedzi i Brandenburczycy po zakończeniu ostatnich potyczek ze strażą tylną cofającej się jazdy koronnej, zajęli miejsce, w którym leżał obóz polski, oraz opanowali Pragę, która była niemal całkowicie spalona. Na prawym brzegu Wisły przebywało jeszcze wielu chłopów, a wśród nich znaczna liczba tych, co brali udział w zdobyciu Warszawy. Nad rzeką znalazła się także duża grupa ludzi, którzy starali się uchronić swój dobytek przed pożarem. Wkrótce nad Wisłę przybył król Szwecji Karol Gustaw, który nakazał wymordowanie całego bezbronnego tłumu, w tym także i dzieci. Wielu mieszkańców próbowało ratować życie, rzucając się w nurty Wisły. Karol Gustaw nakazał także wymordować zakonników laterańskich, którzy podczas bitwy modlili się o zwycięstwo armii polsko-litewskiej.
Rzeź Pragi tak przeraziła magistrat Warszawy, że ten, nie czekając na ukończenie naprawy uszkodzonego mostu, rankiem 31 lipca posłał na praski brzeg wszystkie dostępne czółna i szkuty. Dostarczone tak rychło środki transportu pozwoliły na przeprawę dwóch regimentów piechoty pod wodzą generała majora Bertolda Hartwiga von Bülow. W Warszawie kwatery zajęli tylko oficerowie, a reszta żołnierzy obozowała w miejscu dawnego obozu wojsk koronnych. Karol Gustaw i Fryderyk Wilhelm wjechali do Warszawy dopiero 3 sierpnia.

## Po bitwie
Największa w dziejach wojen polsko-szwedzkich bitwa zakończyła się porażką armii Rzeczypospolitej, ale dzięki decyzji Jana Kazimierza o odwrocie, Polacy i Litwini ponieśli stosunkowo niewielkie straty. Po południu 30 lipca zwołana została narada wojenna na Zamku Królewskim. W sytuacji rozdzielenia polskich sił – piechota, pospolite ruszenie i niewielka część jazdy przeprawiły się na lewy brzeg Wisły, podczas gdy większość jazdy pozostała na prawym brzegu – Jan Kazimierz zdecydował się opuścić Warszawę. Mocno sprzeciwili się temu królowa Ludwika Maria, kanclerz wielki koronny Stefan Koryciński oraz wojewoda łęczycki Jan Leszczyński. Królowa groziła nawet, że jeśli król wraz z armią opuszczą miasto, to ona zostanie i będzie bronić stolicy wraz ze swoim fraucymerem. Jan Kazimierz uległ jednak panującej powszechnie panice i nie zdoławszy zapewnić odpowiedniej ewakuacji sprzętu, a szczególnie dział, przed wieczorem opuścił Warszawę.

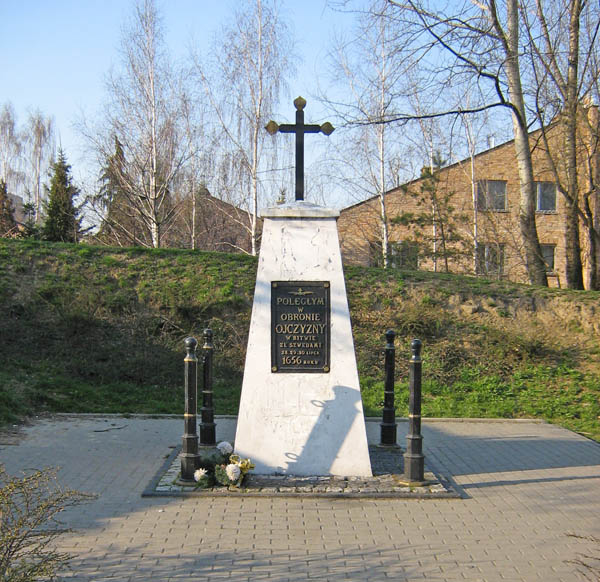
Pomnik Poległych w Bitwie ze Szwedami przy ul. Wał Miedzeszyński

Armia polsko-litewska straciła w bitwie 2 tysiące ludzi (w tym 600 piechoty, blisko 1000 jazdy regularnej oraz poległych z pospolitego ruszenia bełskiego i sandomierskiego wraz z czeladzią), a armia szwedzko-brandenburska – około tysiąca. Choć Tatarów było jedynie 2000, wyraźnie dali o sobie znać, urywając elektorowi aż 200 wozów nie ponosząc przy tym zbyt wielkich strat. Zaraza, jaka wkrótce wybuchła wśród wojsk Karola Gustawa powiększyła straty o kilkuset żołnierzy.
Wojska polskie poniosły spore straty w dziedzinie artylerii – w ręce nieprzyjaciół wpadło 12 dział polowych i moździerz, ponadto w Warszawie z braku koni do transportu zostawiono 27 dział i moździerz.
W literaturze często mówiono ogromnych stratach, jakie miała ponieść husaria podczas szarży Połubińskiego. Z królewskiej roty litewskiej wróciło ponoć tylko 8 towarzyszy. Straty husarii były rzeczywiście duże, jednak nie przekraczały one 20% w poszczególnych jednostkach – na ogół wynosiły 10–15% stanu.Tylko królewska husaria pod Połubińskim straciła aż 1/3 swego stanu osobowego. Według badań Herbsta łączne straty husarii podczas szarży nie mogły przekroczyć 150 żołnierzy.
Jan Kazimierz 30 lipca spędził noc w Zawadach koło Wilanowa, a następnego dnia dotarł aż do Warki, skąd sekretarz królewski Hildebrand zapewniał Austriaków, że porażka w warszawskiej bitwie nie przyniosła poważnych strat. Z kolei Szwedzi i Brandenburczycy uruchomili akcję propagandową, podkreślając ogromne straty Polaków, a nawet głosząc, że Jan Kazimierz wraz z grupą dygnitarzy dostał się do niewoli. Celem tej propagandy było utrudnienie zawarcia sojuszu z cesarzem oraz zniechęcenie Rosjan do rozmów z Polakami, które rozpoczęły się 22 sierpnia w Niemieży.
Stefan Czarniecki jeszcze 31 lipca toczył utarczki z nieprzyjacielem, po czym cofnął się na południe lewym brzegiem Wisły. Król ze swymi wojskami przeprawił się na prawy brzeg Wisły koło Gołębia, a 3 sierpnia, gdy Warszawa znów znalazła się pod obcą okupacją, przybył do Garwolina, skąd wysłał wiadomość polskim komisarzom, którzy w Niemieży mieli pertraktować z wysłannikami cara Rosji. Zajęcie Warszawy przez Szwedów i Brandenburczyków zahamowało działania wojenne, co dało Polakom czas na koncentrację rozproszonych oddziałów.
Rozdzielone na trzy części siły polsko-litewskie wkrótce znów się połączyły i ruszyły do działań ofensywnych.
Kolejna okupacja stolicy była krótka, ale bardzo dotkliwa dla polskiej kultury. Okupanci zaraz po wkroczeniu do miasta przystąpili do intensywnego rabunku, wywożąc z Warszawy wyposażenie kościołów i pałaców magnackich, nie oszczędzając także Zamku Królewskiego. Wywieziona z Zamku biblioteka Wazów stała się zaczątkiem Biblioteki Królewskiej w Sztokholmie.
Bitwa warszawska pokazała, jak niebezpieczny był dla Polski sojusz szwedzko-brandenburski, który odebrał nadzieje na szybkie zakończenie wojny. Zwycięstwo, poza zajęciem Warszawy i Radomia niewiele dało Karolowi Gustawowi, który pomimo sojuszu z Brandenburgią nie był w stanie zapanować nad wzburzonym krajem.
Bitwa pod Warszawą zyskała sobie szczególne miejsce w pruskiej historiografii, gdyż historycy tego państwa uznali ją za pierwsze wielkie zwycięstwo oręża pruskiego i za kolebkę sławy i potęgi Prus. Bitwa ta według pruskich historyków stała się wstępem do zrzucenia przez Hohenzollernów lennej zależności wobec Rzeczypospolitej.
Bitwa polsko-szwedzka oprócz bitwy na warszawskiej Pradze miała miejsce w dzisiejszym rejonie pasa startowego na Bemowie, stąd dawna nazwa tego miejsca Górki Szwedzkie.

## Jednostki wojskowe biorące udział w bitwie
Lista jednostek biorących udział w walkach od 20 kwietnia do 30 lipca 1656 roku.
Źródło: Mirosław Nagielski, Warszawa 1656, s. 238–242, 244-246

### Armia brandenburska
| Jazda brandenburska                                                                                               |
| przyboczna kompania rajtarów elektora, tzw. lejbtrabanci w sile 67 żołnierzy pod wodzą rotmistrza Ludwika de Wees |
| regiment gwardii rajtarii elektora dowodzony przez pułkownika Aleksandra von Spaen                                |
| regiment rajtarii grafa Jerzego Fryderyka von Waldeck                                                             |
| regiment rajtarii generała majora Krzysztofa von Kannenberg                                                       |
| regiment rajtarii księcia Jana Jerzego von Sachsen-Weimar                                                         |
| regiment rajtarii pułkownika Wolfa Ernesta von Eller                                                              |
| skwadron rajtarii pułkownika Jerzego von Schönaich                                                                |
| skwadron rajtarii pułkownika Dietricha von Legewang                                                               |
| skwadron rajtarii pułkownika Krzysztofa Brunella                                                                  |
| skwadron rajtarii grafa Jerzego Fryderyka von Waldeck                                                             |
| skwadron dragonii oberszter-lejtnanta Jerzego Fryderyka von Kanitz                                                |
| skwadron dragonii pułkownika Chrystiana Ludwika Kalksteina                                                        |
| Razem rajtarii i dragonii – około 5000 koni                                                                       |
| Piechota brandenburska                                                                                            |
| regiment gwardii pieszej elektora dowodzony przez pułkownika Piotra de la Cave                                    |
| regiment generała majora Joachima Rüdigera Goltza                                                                 |
| regiment generała majora grafa Wolrada von Waldeck                                                                |
| regiment generała broni grafa Ottona Krzysztofa von Sparra                                                        |
| regiment pułkownika Jana Jerzego von Sieberg (Syburga)                                                            |
| Razem piechoty w 9 brygadach – około 3500 żołnierzy                                                               |
| Razem armia brandenburska – około 8500 żołnierzy                                                                  |

### Armia szwedzka
| Jazda szwedzka |
| przyboczna kompania rajtarii królewskiej licząca 145 rajtarów                                                                   |
| regiment Smaland grafa Eryka Oxenstierny dowodzony przez podpułkownika Jana von Rosen                                           |
| regiment Upland dowodzony przez generała majora Karola Gustawa Wrangla                                                          |
| regiment Ostgothen dowodzony przez grafa Ludwika Löwenhaupta                                                                    |
| regiment Westgothen dowodzony przez pułkownika Larsa Krusego                                                                    |
| regiment Nyland dowodzony przez generała majora Henryka Horna                                                                   |
| fiński regiment dragonii dowodzony przez pułkownika Fabiana Berendsa                                                            |
| królewski regiment rajtarskiej gwardii Karola Gustawa dowodzony przez pflazgrafa Filipa von Sulzbach                            |
| regiment rajtarskiej gwardii królowej dowodzony przez księcia Jana Jerzego von Anhalt-Dessau                                    |
| regiment rajtarii generalissimusa księcia Adolfa Jana                                                                           |
| regiment rajtarii grafa Karola Gustawa Wrangla                                                                                  |
| regiment rajtarii pułkownika Dawida Sinclaira                                                                                   |
| regiment rajtarii pułkownika Jana Jakuba Taubego                                                                                |
| regiment rajtarii pułkownika Wenzla Sadowskiego                                                                                 |
| regiment rajtarii pułkownika Jakuba von Yxkull                                                                                  |
| regiment rajtarii generała majora Hansa von Bötticher (Böddekera)                                                               |
| regiment rajtarii feldmarszałka Hansa Krzysztofa Königsmarcka                                                                   |
| regiment rajtarii generała lejtnanta markgrafa Karola Magnusa von Baden-Durlach                                                 |
| regiment rajtarii pułkownika Jana Waldecka                                                                                      |
| regiment rajtarii feldmarszałka Arvida Wittenberga                                                                              |
| regiment rajtarii pułkownika Pera Hammerskiölda (Hammerschilda)                                                                 |
| regiment rajtarii pułkownika Rutgera von Ascheberg                                                                              |
| regiment rajtarii pułkownika Chrystiana von Bretlach (Pretlach)                                                                 |
| regiment dragonii księcia Bogusława Radziwiłła dowodzony przez podpułkownika Eberharda Puttkamera                               |
| regiment rajtarii pułkownika Dietricha von Rosen                                                                                |
| regiment dragonii pfalzgrafa Filipa von Sulzbach                                                                                |
| regiment rajtarii pułkownika Israela Ridderhjelma (Riddarhielma)                                                                |
| regiment rajtarii księcia Karola von Meklenburg                                                                                 |
| regiment rajtarii księcia Jana Jerzego von Anhalt-Dessau                                                                        |
| Razem kawaleria szwedzka – ok. 7500 koni (37 skwadronów, gdyż niektóre regimenty rajtarii miały nie 2, ale 3 skwadrony)         |
| Piechota szwedzka |
| gwardia piesza Karola Gustawa dowodzona przez Bengta Nielssona Skytte                                                           |
| regiment Smaland (Kronoberg) dowodzony przez grafa Karola Gustawa Wrangla                                                       |
| regiment Südermanland dowodzony przez pułkownika Vitinghoffa                                                                    |
| regiment Hälsinge dowodzony przez pułkownika Löwenschilda (Lagerskjölda, Leyonskiölda)                                          |
| regiment Westgothen (Skaraborg) dowodzony przez pułkownika Jana Nehra (Nairn)                                                   |
| Razem piechota szwedzka była podzielona na 6 brygad liczących około 2000 żołnierzy każda (czyli łącznie około 12 000 żołnierzy) |
| Razem armia szwedzka – około 19 500 żołnierzy                                                                                   |

### Armia litewska
| Jazda litewska |
| pułk hetmana litewskiego Pawła Sapiehy (a w nim chorągwie husarska i pancerna przejęte po Januszu Radziwille przez Sapiehę) |
| pułk królewski dowodzony przez Aleksandra Hilarego Połubińskiego (w jego składzie 2 chorągwie husarskie – jedna króla, a druga hetmana wielkiego Sapiehy)                                                                          |
| pułk podczaszego litewskiego księcia Michała Kazimierza Radziwiłła z jego chorągwią husarską w składzie |
| pułk Krzysztofa Sapiehy |
| pułk wojewody smoleńskiego Filipa Krzysztofa Obuchowicza |
| 5 powyższych pułków liczyło nie więcej jak 3000 jazdy, więc musiały być obecne także inne pułki litewskie |
| pułki jazdy litewskiej pod wodzą Wincentego Gosiewskiego (w tym jego chorągiew husarska dowodzona przez porucznika Kazimierza Chwaliboga Żeromskiego) liczące około 1500-2000 żołnierzy (nie wzięły udziału w bitwie warszawskiej) |
| Razem jazda litewska – ponad 4500-5000 żołnierzy |
| Piechota i dragonia litewska |
| kilka kompanii dragonii i piechoty węgierskiej liczyło około 1000 żołnierzy |
| Razem armia litewska – więcej niż 5500-6000 żołnierzy |

### Armia koronna
| Jazda koronna |
| Autorament narodowy |
| pułk królewski dowodzony przez Stefana Czarnieckiego |
| pułk hetmana wielkiego koronnego Stanisława Rewery Potockiego |
| pułk hetmana polnego koronnego Stanisława Lanckorońskiego |
| pułk wojewody sandomierskiego Aleksandra Koniecpolskiego |
| pułk kasztelana sandomierskiego Stanisława Witowskiego |
| pułk pisarza polnego koronnego Jana Sapiehy |
| pułk podczaszego koronnego Jana Zamoyskiego |
| pułk strażnika koronnego Aleksandra Zamoyskiego |
| pułk chorążego koronnego Jana Sobieskiego |
| pułk oboźnego koronnego Andrzeja Potockiego |
| pułk strażnika wojskowego Mariusza Jaskólskiego |
| pułk księcia Dymitra Wiśniowieckiego |
| pułk starosty bohusławskiego Jacka Szemberka |
| pułk starosty bracławskiego Seweryna Mikołaja Kalińskiego |
| pułk Stefana Piaseczyńskiego |
| pułk Jerzego Bałabana |
| razem z chorągwiami wołoskimi i tatarskimi komput koronny liczył 156 chorągwi (17 043 konie), a po odejściu Lubomirskiego 137 chorągwi, czyli 14–15 tys. koni |
| Autorament cudzoziemski |
| Jazda autoramentu cudzoziemskiego |
| regiment królewskiej gwardii dragońskiej dowodzony przez Jana Henryka von Alten-Bockum (w II kwartale 1656 liczył 656 koni razem ze skwadronem rajtarii królewskiej dowodzonym przez kapitana Franciszka Bielińskiego, liczącym 96 koni) |
| kilka chorągwi dragonii, m.in. Stanisława Potockiego, Aleksandra Koniecpolskiego, Jana Zamojskiego i innych – razem 500-700 koni |
| Razem jazda koronna – około 17–18 tys. koni |
| Piechota zaciężna autoramentu cudzoziemskiego |
| gwardia piesza królewska dowodzona przez generała majora Wilhelma Butlera – w II kwartale 1656 liczyła 963 porcje |
| regiment pieszy generała artylerii koronnej Krzysztofa Grodzickiego – 734 porcje |
| regiment pieszy dowodzony przez pułkownika Ernesta Magnusa Grotthauza (Grothusa, Grothausena) – 997 porcji |
| regiment pieszy wojewody sandomierskiego Jana Zamoyskiego – 1168 porcji |
| Autorament cudzoziemski – ok. 5000-5200 żołnierzy, w tym piechota 3862 porcje (czyli ok. 3500 żołnierzy), jazda ok. 1500-1700 koni |
| Piechota |
| Piechota polska – ponad 500 żołnierzy |
| Razem piechota koronna – ponad 4000 żołnierzy |
| Uwagi |
| zaciężne oddziały jazdy i piechoty – około 21–22 tys. żołnierzy (w tym ponad 4 tys. piechoty); przed odejściem dywizji Jerzego Lubomirskiego (zabrał ze sobą pułk jazdy marszałka koronnego, pułk po zmarłym wojedodzie krakowskim Dominiku Zasławskim mający razem z dragonami 1600 porcji w II kwartale 1656) zaciężne wojska koronne pod Warszawą liczyły ok. 26 tys. żołnierzy                                |
| pospolite ruszenie województw wielkopolskich, sieradzkiego, łęczyckiego, mazowieckiego, krakowskiego, sandomierskiego, lubelskiego, podlaskiego, ruskiego, wołyńskiego i bełskiego liczyło podczas oblężenia Warszawy 25–30 tys. żołnierzy, a po odejściu Lubomirskiego (zabrał pospolite ruszenie krakowskie i część sandomierskiego) i rozejściu się części szlachty pozostało 10–13 tys. pospolitego rudszenia |
| „hołota”, czyli luźna czeladź, pocztowi i chłopi w sile kilku tysięcy ludzi |
| komunik tatarski pod wodzą Subchan Ghazi agi w sile około 2000 żołnierzy |
| Razem armia koronna (bez tzw. „hołoty”) – 31–35 tys. żołnierzy |
| Armia polsko-litewska, z pominięciem tzw. „hołoty”, nie miała w bitwie warszawskiej więcej niż 40 tys. żołnierzy |

## Upamiętnienie
- W miejscu pochówku poległych w czasie walk, przy obecnej ul. Wał Miedzeszyński, znajduje się niewielki monument w formie krzyża – Pomnik Poległych w Bitwie ze Szwedami[17].
- Tablica umieszczona na fasadzie Konkatedry Matki Bożej Zwycięskiej, upamiętniająca miejsce pochówku poległych żołnierzy, którzy zostali pochowani na przykościelnym Cmentarzu Kamionkowskim.
- Walki żołnierzy polskich o Warszawę zostały po 1990 upamiętnione na Grobie Nieznanego Żołnierza w Warszawie napisem na jednej z tablic, „Warszawa 30 V – 1 VII, 28 – 30 VII 1656”.